# Liste de films britanniques sortis dans les années 1960

## 1960
| Titre                                            | Réalisation                 | Distribution                                                | Genre              | Notes                                                          |
| ------------------------------------------------ | --------------------------- | ----------------------------------------------------------- | ------------------ | -------------------------------------------------------------- |
| L'Académie des coquins                           | Robert Hamer                | Ian Carmichael, Terry-Thomas, Alastair Sim                  | Comédie            |                                                                |
| L'Aguicheuse (Beat Girl)                         | Edmond T. Gréville          | David Farrar, Noëlle Adam, Christopher Lee                  | Drame              |                                                                |
| Amants et Fils                                   | Jack Cardiff                | Trevor Howard, Dean Stockwell, Wendy Hiller, Mary Ure       | Drame              |                                                                |
| L'Amour en pilules                               | Ralph Thomas                | Michael Craig, James Robertson Justice                      | Comédie            |                                                                |
| And the Same to You                              | George Pollock              | Brian Rix, William Hartnell                                 | Comédie            |                                                                |
| Bluebeard's Ten Honeymoons (en)                  | W. Lee Wilder               | George Sanders, Corinne Calvet                              | Thriller           |                                                                |
| Bottoms Up                                       | Mario Zampi                 | Jimmy Edwards, Arthur Howard                                | Comédie            |                                                                |
| Le Gosse au million                              | Charles Crichton            | Virgílio Teixeira, George Coulouris                         | Comédie            |                                                                |
| Le Cabotin                                       | Tony Richardson             | Laurence Olivier, Roger Livesey, Joan Plowright, Alan Bates | Drame              | John Osborne's adaption of his play                            |
| Chérie recommençons                              | Stanley Donen               | Yul Brynner, Kay Kendall                                    | Comédie            |                                                                |
| A Circle of Deception                            | Jack Lee                    | Bradford Dillman, Suzy Parker                               | War                |                                                                |
| Le Cirque des horreurs (Circus of Horrors)       | Sidney Hayers               | Anton Diffring, Erika Remberg                               | Horreur            |                                                                |
| La Cité des morts                                | John Llewellyn Moxey        | Venetia Stevenson, Christopher Lee                          | Horreur            |                                                                |
| Cone of Silence                                  | Charles Frend               | Bernard Lee, Michael Craig, Peter Cushing                   | Drame              |                                                                |
| Les Conspiratrices                               | Ralph Thomas                | Lilli Palmer, Sylvia Syms                                   | Drame              |                                                                |
| Coulez le Bismarck !                             | Lewis Gilbert               | Kenneth More, Carl Möhner                                   | World War II Drame |                                                                |
| Les Criminels                                    | Joseph Losey                | Stanley Baker, Sam Wanamaker, Jill Bennett                  | Crime/Drame        |                                                                |
| Crossroads to Crime                              | Gerry Anderson              | Anthony Oliver, Ferdy Mayne                                 | Crime/Thriller     |                                                                |
| Dead Lucky                                       | Montgomery Tully            | Vincent Ball, Betty McDowall                                | Crime              |                                                                |
| Dentist in the Chair                             | Don Chaffey                 | Bob Monkhouse, Ronnie Stevens                               | Comédie            |                                                                |
| Les Dents du diable                              | Nicholas Ray                | Anthony Quinn, Peter O'Toole, Yoko Tani                     | Drame              |                                                                |
| Depth Charge                                     | Jeremy Summers              | Alex McCrindle, David Orr                                   | Drame              |                                                                |
| Les Dessous de la millionnaire                   | Anthony Asquith             | Sophia Loren, Peter Sellers                                 | Comédie            |                                                                |
| Les Deux Visages du Docteur Jekyll               | Terence Fisher              | Paul Massie, Dawn Addams                                    | Horreur            |                                                                |
| L'Enlèvement de David Balfour                    | Robert Stevenson            | Peter Finch, James MacArthur, Bernard Lee                   | Aventure           |                                                                |
| Escort for Hire                                  | Godfrey Grayson             | June Thorburn, Pete Murray                                  | Crime              |                                                                |
| Les Étrangleurs de Bombay                        | Terence Fisher              | Guy Rolfe, Jan Holden                                       | Action             |                                                                |
| Faces in the Dark                                | David Eady                  | John Gregson, Mai Zetterling, John Ireland                  | Crime Drame        |                                                                |
| Les Fanfares de la gloire                        | Ronald Neame                | Alec Guinness, John Mills, Dennis Price                     | Drame              |                                                                |
| Feet of Clay                                     | Frank Marshall              | Vincent Ball, Wendy Williams                                | Crime              |                                                                |
| Follow That Horse!                               | Alan Bromly                 | David Tomlinson, Cecil Parker                               | Comédie            |                                                                |
| Foxhole in Cairo                                 | John Llewellyn Moxey        | James Robertson Justice, Adrian Hoven                       | War                |                                                                |
| Amour au collège                                 | Roy Boulting                | Cecil Parker, James Robertson Justice                       | Comédie            |                                                                |
| The Gentle Trap                                  | Charles Saunders            | John Dunbar, Spencer Teakle                                 | Crime              |                                                                |
| Hand in Hand                                     | Philip Leacock              | Kathleen Byron, Finlay Currie                               | Famille            |                                                                |
| The Hand                                         | Henry Cass                  | Derek Bond, Reed De Rouen                                   | Horreur            |                                                                |
| His and Hers                                     | Brian Desmond Hurst         | Terry-Thomas, Janette Scott                                 | Comédie            |                                                                |
| Hold-up à Londres                                | Basil Dearden               | Jack Hawkins, Nigel Patrick, Richard Attenborough           | Crime              |                                                                |
| Horizons sans frontières                         | Fred Zinnemann              | Deborah Kerr, Robert Mitchum, Peter Ustinov                 | Drame              |                                                                |
| The House in Marsh Road                          | Montgomery Tully            | Tony Wright, Patricia Dainton                               | Thriller           |                                                                |
| Identity Unknown                                 | Frank Marshall              | Richard Wyler, Pauline Yates                                | Drame              |                                                                |
| L'Impasse aux violences                          | John Gilling                | Peter Cushing, Donald Pleasence                             | Horreur            |                                                                |
| The Impersonator                                 | Alfred Shaughnessy          | John Crawford, Jane Griffiths                               | Mystery            |                                                                |
| In the Nick                                      | Ken Hughes                  | Anthony Newley, James Booth                                 | Comédie            |                                                                |
| Inn for Trouble                                  | C.M. Pennington-Richards    | Peggy Mount, Leslie Phillips, David Kossoff                 | Comédie            | Spin-off from The Larkins                                      |
| Jackpot                                          | Montgomery Tully            | William Hartnell, Betty MacDowall                           | Crime              |                                                                |
| Jazz Boat                                        | Ken Hughes                  | Anthony Newley, Anne Aubrey                                 | Musical/Comédie    |                                                                |
| Le Jour où l'on dévalisa la banque d'Angleterre  | John Guillermin             | Aldo Ray, Elizabeth Sellars, Peter O'Toole                  | Crime              |                                                                |
| Let's Get Married                                | Peter Graham Scott          | Anthony Newley, Anne Aubrey                                 | Comédie/Drame      |                                                                |
| Life Is a Circus                                 | Val Guest                   | Bud Flanagan, Teddy Knox                                    | Comédie            |                                                                |
| Light Up the Sky!                                | Lewis Gilbert               | Ian Carmichael, Tommy Steele, Benny Hill                    | Comédie            |                                                                |
| Linda                                            | Don Sharp                   | Carol White, Alan Rothwell                                  | Teen Drame         |                                                                |
| Les Loustics à l'hosto                           | Gerald Thomas               | Sid James, Kenneth Williams                                 | Comédie            |                                                                |
| Les Mains d'Orlac                                | Edmond T. Gréville          | Mel Ferrer, Christopher Lee                                 | Thriller           |                                                                |
| Les Maîtresses de Dracula                        | Terence Fisher              | Peter Cushing, Martita Hunt                                 | Horreur            |                                                                |
| Passeport pour la Lune                           | Basil Dearden               | Kenneth More, Shirley Anne Field                            | Comédie            |                                                                |
| Man Who Couldn't Walk                            | Henry Cass                  | Eric Pohlmann, Peter Reynolds                               | Drame              |                                                                |
| The Man Who Was Nobody                           | Montgomery Tully            | Hazel Court, John Crawford                                  | Thriller           |                                                                |
| Le Monde de Suzie Wong                           | Richard Quine               | William Holden, Nancy Kwan                                  | Romance            |                                                                |
| Never Take Sweets from a Stranger                | Cyril Frankel               | Patrick Allen, Gwen Watford, Felix Aylmer                   | Drame              |                                                                |
| Night Train for Inverness                        | Ernest Morris               | Norman Wooland, Jane Hylton, Dennis Waterman                | Drame              |                                                                |
| No Kidding                                       | Gerald Thomas               | Leslie Phillips, Geraldine McEwan                           | Comédie            |                                                                |
| Norman dans la marine                            | Robert Asher                | Norman Wisdom, Ian Hunter                                   | Comédie            |                                                                |
| Operation Cupid                                  | Charles Saunders            | Charles Farrell, Avice Landone                              | Comédie            |                                                                |
| Oscar Wilde                                      | Gregory Ratoff              | Robert Morley, Ralph Richardson, John Neville               | Biopic             |                                                                |
| Le Paradis des monte-en-l'air                    | Robert Day                  | Peter Sellers, Wilfrid Hyde-White, Lionel Jeffries          | Comédie            |                                                                |
| Piccadilly Third Stop                            | Wolf Rilla                  | Terence Morgan, Yoko Tani                                   | Thriller           |                                                                |
| Les Procès d'Oscar Wilde                         | Irving Allen                | Peter Finch, Lionel Jeffries, John Fraser                   | Biopic             | Entered into the Festival international du film de Moscou 1961 |
| The Pure Hell of St Trinian's                    | Frank Launder               | Cecil Parker, Joyce Grenfell, George Cole, Thorley Walters  | Comédie            |                                                                |
| Quand gronde la colère                           | John Guillermin             | Peter Sellers, Richard Todd, Elizabeth Sellars              | Crime Drame        |                                                                |
| The Running Jumping & Standing Still Film        | Richard Lester              | Peter Sellers, Spike Milligan                               | Comédie            | Short film                                                     |
| Samedi soir, dimanche matin                      | Karel Reisz                 | Albert Finney, Shirley Anne Field, Rachel Roberts           | Drame              | Number 14 in the Top 100 du British Film Institute             |
| Sands of the Desert                              | John Paddy Carstairs        | Charlie Drake, Peter Arne                                   | Comédie            |                                                                |
| Le Serment de Robin des Bois                     | Terence Fisher              | Richard Greene, Peter Cushing                               | Aventure           |                                                                |
| Le Silence de la colère                          | Guy Green                   | Richard Attenborough, Pier Angeli                           | Drame              | BAFTA winner, entered into Berlin                              |
| The Spider's Web                                 | Godfrey Grayson             | Glynis Johns, John Justin                                   | Mystery            |                                                                |
| Suspect                                          | John Boulting, Roy Boulting | Tony Britton, Virginia Maskell                              | Thriller           |                                                                |
| Tarzan le magnifique                             | Robert Day                  | Gordon Scott, Jock Mahoney                                  | Aventure           |                                                                |
| A Terrible Beauty                                | Tay Garnett                 | Robert Mitchum, Richard Harris, Anne Heywood                | War                |                                                                |
| The Tell-Tale Heart                              | Ernest Morris               | Laurence Payne, Adrienne Corri                              | Horreur            |                                                                |
| There Was a Crooked Man                          | Stuart Burge                | Norman Wisdom                                               | Comédie            |                                                                |
| La Blonde et les Nus de Soho (Too Hot to Handle) | Terence Young               | Jayne Mansfield, Leo Genn, Karlheinz Böhm                   | Thriller           |                                                                |
| Too Young to Love                                | Muriel Box                  | Pauline Hahn, Joan Miller, Thomas Mitchell                  | Drame              |                                                                |
| Traitement de choc                               | Val Guest                   | Claude Dauphin, Diane Cilento, Françoise Rosay              | Drame              | based on the novel published in 1959                           |
| Transatlantic                                    | Ernest Morris               | Pete Murray, June Thorburn                                  | Crime              |                                                                |
| Trouble with Eve                                 | Francis Searle              | Hy Hazell, Robert Urquhart                                  | Crime              |                                                                |
| Un compte à régler                               | John Gilling                | Jayne Mansfield, Anthony Quayle                             | Crime              |                                                                |
| Un homme pour le bagne                           | Val Guest                   | Stanley Baker, Donald Pleasence, Billie Whitelaw            | Crime Drame        |                                                                |
| Un vison pour mademoiselle                       | Robert Asher                | Terry-Thomas, Athene Seyler, Hattie Jacques                 | Comédie            |                                                                |
| Urge to Kill                                     | Vernon Sewell               | Patrick Barr, Ruth Dunning                                  | Crime              |                                                                |
| Le Village des damnés                            | Wolf Rilla                  | George Sanders, Barbara Shelley, Michael Gwynn              | Sci-Fi             |                                                                |
| Le Voyeur                                        | Michael Powell              | Karlheinz Böhm, Anna Massey                                 | Thriller           | Number 78 in the Top 100 du British Film Institute             |
| Watch Your Stern                                 | Gerald Thomas               | Kenneth Connor, Leslie Phillips                             | Comédie            |                                                                |
| The Young Jacobites                              | John Reeve                  | Francesca Annis, Jeremy Bulloch                             | Aventure           |                                                                |

## 1961
| Titre                                    | Réalisation                       | Distribution                                                 | Genre                          | Notes                                              |
| ---------------------------------------- | --------------------------------- | ------------------------------------------------------------ | ------------------------------ | -------------------------------------------------- |
| Bomb in the High Street                  | Peter Bezencenet and Terry Bishop | Ronald Howard, Terry Palmer, Suzanna Leigh                   | Drame                          |                                                    |
| The Breaking Point                       | Lance Comfort                     | Peter Reynolds, Dermot Walsh                                 | Crime                          |                                                    |
| Les Canons de Navarone                   | J. Lee Thompson                   | Gregory Peck, David Niven, Anthony Quinn                     | World War II                   |                                                    |
| Carry On Regardless                      | Gerald Thomas                     | Sid James, Kenneth Williams                                  | Comédie                        |                                                    |
| Cash on Demand                           | Quentin Lawrence                  | Peter Cushing, André Morell                                  | Thriller                       |                                                    |
| Le Cavalier noir                         | Roy Ward Baker                    | Dirk Bogarde, John Mills, Mylène Demongeot                   | Western                        |                                                    |
| Les Chevaliers du démon                  | Robert S. Baker Monty Berman      | Keith Michell, Adrienne Corri, Peter Cushing                 | Aventure                       |                                                    |
| The Court Martial of Major Keller        | Ernest Morris                     | Laurence Payne, Susan Stephen                                | Drame                          |                                                    |
| Dentist on the Job                       | C. M. Pennington-Richards         | Kenneth Connor, Shirley Eaton                                | Comédie                        |                                                    |
| Les Diables du Sud                       | Ken Annakin                       | Richard Todd                                                 | Aventure                       |                                                    |
| Don't Bother to Knock                    | Cyril Frankel                     | Richard Todd, Nicole Maurey, Elke Sommer                     | Comédie                        |                                                    |
| Double Bunk                              | C. M. Pennington-Richards         | Ian Carmichael, Sid James                                    | Comédie                        |                                                    |
| During One Night                         | Sidney J. Furie                   | Don Borisenko, Susan Hampshire                               | Drame                          |                                                    |
| L'Enquête mystérieuse                    | John Lemont (en)                  | Herbert Lom, Sean Connery                                    | Crime                          |                                                    |
| Five Golden Hours                        | Mario Zampi                       | Ernie Kovacs, Cyd Charisse, George Sanders                   | Comédie                        |                                                    |
| Flammes dans la rue                      | Roy Ward Baker                    | John Mills, Sylvia Syms                                      | Drame                          |                                                    |
| Freedom to Die                           | Francis Searle                    | Paul Maxwell, Felicity Young                                 | Crime                          |                                                    |
| Les Gangsters                            | Sidney Hayers                     | Michael Craig, Françoise Prévost, Billie Whitelaw            | Crime                          |                                                    |
| Girl on Approval                         | Charles Frend                     | Rachel Roberts, James Maxwell                                | Drame                          |                                                    |
| The Girl on the Boat                     | Henry Kaplan                      | Norman Wisdom, Millicent Martin                              | Comédie                        |                                                    |
| Gorgo                                    | Eugène Lourié                     | Bill Travers, William Sylvester                              | Sci-fi                         |                                                    |
| The Green Helmet                         | Michael Forlong                   | Bill Travers, Ed Begley                                      | Drame                          |                                                    |
| Highway to Battle                        | Ernest Morris                     | Gerard Heinz, Margaret Tyzack                                | Drame                          |                                                    |
| House of Mystery                         | Vernon Sewell                     | Peter Dyneley, Jane Hylton                                   | Horreur                        |                                                    |
| Hurler de peur                           | Seth Holt                         | Susan Strasberg, Ronald Lewis, Christopher Lee               | Thriller                       |                                                    |
| L'Île mystérieuse                        | Cy Endfield                       | Michael Craig, Joan Greenwood, Herbert Lom                   | Sci Fi Aventure                |                                                    |
| The Impersonator                         | Alfred Shaughnessy                | John Crawford, Jane Griffiths                                | Mystery                        |                                                    |
| Information Received                     | Robert Lynn                       | Sabine Sesselmann, William Sylvester                         | Crime                          |                                                    |
| Les Innocents                            | Jack Clayton                      | Deborah Kerr, Michael Redgrave, Peter Wyngarde, Megs Jenkins | Horreur                        | Sélectionné au Festival de Cannes 1962             |
| Invasion Quartet                         | Jay Lewis                         | Bill Travers, Spike Milligan                                 | Comédie                        |                                                    |
| In the Doghouse                          | Darcy Conyers                     | Leslie Phillips, Peggy Cummins                               | Comédie                        |                                                    |
| Le Jour où la Terre prit feu             | Val Guest                         | Edward Judd, Janet Munro, Leo McKern                         | Sci Fi                         |                                                    |
| Jungle Street                            | Charles Saunders                  | Jill Ireland, David McCallum, Kenneth Cope                   | Crime                          |                                                    |
| The Kitchen                              | James Hill                        | Carl Möhner, Mary Yeomans                                    | Drame                          |                                                    |
| La Lame nue                              | Michael Anderson                  | Gary Cooper, Deborah Kerr                                    | Thriller                       |                                                    |
| The Long and the Short and the Tall      | Leslie Norman                     | Laurence Harvey, Richard Todd, Richard Harris                | World War II                   |                                                    |
| Lunch Hour                               | James Hill                        | Shirley Anne Field, Robert Stephens                          | Comédie                        |                                                    |
| The Man in the Back Seat                 | Vernon Sewell                     | Derren Nesbitt, Carol White                                  | Crime                          |                                                    |
| La Marque                                | Guy Green                         | Maria Schell, Stuart Whitman, Rod Steiger                    | Drame                          |                                                    |
| A Matter of WHO                          | Don Chaffey                       | Terry-Thomas, Sonja Ziemann                                  | Crime                          |                                                    |
| Mr. Topaze                               | Peter Sellers                     | Peter Sellers, Nadia Gray, Herbert Lom                       | Comédie                        |                                                    |
| Le Narcisse jaune intrigue Scotland Yard | Ákos von Ráthonyi                 | William Lucas, Christopher Lee                               | Crime                          |                                                    |
| Nearly a Nasty Accident                  | Don Chaffey                       | Jimmy Edwards, Kenneth Connor, Shirley Eaton                 | Comédie                        |                                                    |
| The Night We Got the Bird                | Darcy Conyers                     | Brian Rix, Dora Bryan                                        | Comédie                        |                                                    |
| Night Without Pity                       | Theodore Zichy                    | Sarah Lawson, Neil McCallum                                  | Crime                          |                                                    |
| Non, ma fille, non !                     | Ralph Thomas                      | Michael Redgrave, Michael Craig                              | Comédie                        |                                                    |
| Nothing Barred                           | Darcy Conyers                     | Brian Rix, Leo Franklyn                                      | Comédie                        |                                                    |
| La Nuit du loup-garou                    | Terence Fisher                    | Clifford Evans (en), Oliver Reed                             | Horreur                        |                                                    |
| On the Fiddle                            | Cyril Frankel                     | Alfred Lynch, Sean Connery, Stanley Holloway                 | Comédie/Action                 |                                                    |
| Over the Odds                            | Michael Forlong                   | Marjorie Rhodes, Glenn Melvynn                               | Comédie                        |                                                    |
| Out of the Shadow                        | Michael Winner                    | Terence Longdon, Donald Gray                                 | Thriller                       |                                                    |
| Partners in Crime                        | Peter Duffell                     | Bernard Lee, Stanley Morgan                                  | Crime                          |                                                    |
| Part-Time Wife                           | Max Varnel                        | Anton Rodgers, Nyree Dawn Porter                             | Comédie                        |                                                    |
| Pas d'amour pour Johnny                  | Ralph Thomas                      | Peter Finch                                                  | Drame                          | Finch won the Silver Bear for Best Actor at Berlin |
| Passport to China                        | Michael Carreras                  | Richard Basehart, Lisa Gastoni                               | Aventure                       |                                                    |
| Petticoat Pirates                        | David MacDonald                   | Charlie Drake, Anne Heywood, Thorley Walters                 | Comédie                        |                                                    |
| Les Pirates de la nuit                   | John Gilling                      | Peter Cushing, Bernard Lee, Michèle Mercier                  | Aventure                       |                                                    |
| Pit of Darkness                          | Lance Comfort                     | William Franklyn, Moira Redmond                              | Thriller                       |                                                    |
| Le Prisonnier récalcitrant               | Ken Annakin                       | James Robertson Justice, Leslie Phillips                     | Comédie                        |                                                    |
| The Queen's Guards                       | Michael Powell                    | Daniel Massey, Robert Stephens                               | Drame                          |                                                    |
| Rag Doll                                 | Lance Comfort                     | Jess Conrad, Kenneth Griffith                                | Crime                          |                                                    |
| Raising the Wind                         | Gerald Thomas                     | James Robertson Justice, Leslie Phillips                     | Comédie                        |                                                    |
| The Rebel                                | Robert Day                        | Tony Hancock, George Sanders, Paul Massie                    | Comédie                        |                                                    |
| Return of a Stranger                     | Max Varnel                        | John Ireland, Susan Stephen, Cyril Shaps                     | Thriller                       |                                                    |
| Savage Guns                              | Michael Carreras                  | Richard Basehart                                             | Western co-produced with Spain |                                                    |
| Scotland Yard contre X                   | Basil Dearden                     | Stewart Granger, Bernard Lee                                 | Crime                          |                                                    |
| Le Secret de Monte-Cristo                | Monty Berman                      | Rory Calhoun, Gianna Maria Canale                            | Aventure                       |                                                    |
| Seven Keys                               | Pat Jackson                       | Alan Dobie, Jeannie Carson, Delphi Lawrence, John Carson     | Crime                          |                                                    |
| The Shadow of the Cat                    | John Gilling                      | Conrad Phillips, Barbara Shelley, André Morell               | Horreur                        |                                                    |
| The Snake Woman                          | Sidney J. Furie                   | Susan Travers, John McCarthy                                 | Horreur                        |                                                    |
| So Evil, So Young                        | Godfrey Grayson                   | Jill Ireland, Ellen Pollock                                  | Drame                          |                                                    |
| Spare the Rod                            | Leslie Norman                     | Max Bygraves, Geoffrey Keen, Donald Pleasence                | Drame                          |                                                    |
| A Story of David                         | Bob McNaught                      | Jeff Chandler, Basil Sydney                                  | Drame                          | Co-production with Israel                          |
| Strip Tease Murder                       | Ernest Morris                     | John Hewer, Ann Lynn (en)                                    | Crime                          |                                                    |
| The Third Alibi                          | Montgomery Tully                  | Laurence Payne, Patricia Dainton                             | Thriller                       |                                                    |
| Three on a Spree                         | Sidney J. Furie                   | Jack Watling, Carole Lesley, Renée Houston                   | Comédie                        |                                                    |
| Le Train de 16 h 50                      | George Pollock                    | Margaret Rutherford, Stringer Davis                          | Mystery                        |                                                    |
| Two Living, One Dead                     | Anthony Asquith                   | Virginia McKenna, Bill Travers                               | Thriller                       |                                                    |
| Un goût de miel                          | Tony Richardson                   | Dora Bryan, Robert Stephens, Rita Tushingham                 | Drame                          |                                                    |
| Un si bel été                            | Lewis Gilbert                     | Kenneth More, Danielle Darrieux                              | Drame                          |                                                    |
| The Unstoppable Man                      | Terry Bishop                      | Cameron Mitchell, Marius Goring                              | Drame                          |                                                    |
| Le vent garde son secret                 | Bryan Forbes                      | Hayley Mills, Bernard Lee, Alan Bates                        | Drame                          |                                                    |
| La Victime                               | Basil Dearden                     | Dirk Bogarde, Dennis Price, Sylvia Syms                      | Drame                          |                                                    |
| Le Visage du plaisir                     | José Quintero                     | Vivien Leigh, Warren Beatty, Lotte Lenya                     | Drame                          |                                                    |
| Watch it, Sailor!                        | Wolf Rilla                        | Dennis Price, Liz Fraser                                     | Comédie                        |                                                    |
| A Weekend with Lulu                      | John Paddy Carstairs              | Bob Monkhouse, Leslie Phillips                               | Comédie                        |                                                    |
| What a Carve Up!                         | Pat Jackson                       | Sid James, Kenneth Connor                                    | Comédie                        |                                                    |
| What a Whopper                           | Gilbert Gunn                      | Adam Faith, Sid James                                        | Comédie                        |                                                    |
| The Wind of Change                       | Vernon Sewell                     | Donald Pleasence, Johnny Briggs, Ann Lynn (en)               | Drame                          |                                                    |
| The Young Ones                           | Sidney J. Furie                   | Cliff Richard, Robert Morley                                 | Musical                        |                                                    |

## 1962
| Titre                            | Réalisation           | Distribution                                                            | Genre                | Notes                                                                     |
| -------------------------------- | --------------------- | ----------------------------------------------------------------------- | -------------------- | ------------------------------------------------------------------------- |
| Accusé, levez-vous               | Basil Dearden         | Michael Craig, Patrick McGoohan                                         | Drame                |                                                                           |
| Alerte sur le Vaillant           | Roy Ward Baker        | John Mills, Ettore Manni                                                | War                  |                                                                           |
| Ambush in Leopard Street         | J. Henry Piperno      | James Kenney, Michael Brennan                                           | Crime                |                                                                           |
| The Amorous Prawn                | Anthony Kimmins       | Ian Carmichael, Joan Greenwood                                          | Comédie              |                                                                           |
| Astronautes malgré eux           | Norman Panama         | Bob Hope, Bing Crosby, Joan Collins                                     | Comédie              |                                                                           |
| L'Attaque de San Cristobal       | John Gilling          | Kerwin Mathews, Glenn Corbett, Christopher Lee                          | Action               |                                                                           |
| The Barber of Stamford Hill      | Caspar Wrede          | John Bennett, Megs Jenkins                                              | Drame                |                                                                           |
| La Belle des îles                | Ted Kotcheff          | James Mason, John Mills                                                 | Comédie/Drame        |                                                                           |
| Billy Budd                       | Peter Ustinov         | Terence Stamp, Robert Ryan                                              | Drame                | BAFTA nominations                                                         |
| La Blonde de la station 6        | Seth Holt             | Carroll Baker, Ian Bannen, Peter van Eyck                               | Drame                |                                                                           |
| Boy and Bicycle                  | Ridley Scott          | Tony Scott                                                              | Short film           | Not shown in theatres until 1997                                          |
| The Boys                         | Sidney J. Furie       | Richard Todd, Robert Morley                                             | Crime                |                                                                           |
| La Vengeance du docteur Corrie   | Freddie Francis       | Anne Heywood, Peter van Eyck                                            | Crime                |                                                                           |
| Breath of Life                   | J. Henry Piperno      | George Moon, Larry Martyn                                               | Crime                |                                                                           |
| Le Cabinet du docteur Caligari   | Roger Kay             | Glynis Johns, Dan O'Herlihy                                             | Drame                |                                                                           |
| Carry On Cruising                | Gerald Thomas         | Sid James, Kenneth Williams                                             | Comédie              |                                                                           |
| La Chambre indiscrète            | Bryan Forbes          | Leslie Caron, Tom Bell                                                  | Drame                |                                                                           |
| Choc en retour                   | Robert Stevens        | Susan Hayward, Peter Finch                                              | Crime/Drame          |                                                                           |
| The Cool Mikado                  | Michael Winner        | Frankie Howerd, Stubby Kaye                                             | Musical              |                                                                           |
| Crosstrap                        | Robert Hartford-Davis | Laurence Payne, Jill Adams                                              | Crime                |                                                                           |
| Danger by My Side                | Charles Saunders      | Anthony Oliver, Maureen Connell                                         | Crime                |                                                                           |
| Dead Man's Evidence              | Francis Searle        | Conrad Phillips, Jane Griffiths                                         | Drame                |                                                                           |
| Le Défenseur ingénu              | James Hill            | Peter Sellers, Richard Attenborough                                     | Comédie              |                                                                           |
| The Devil's Agent                | John Paddy Carstairs  | Peter van Eyck, Marianne Koch                                           | Drame                |                                                                           |
| Dilemma                          | Peter Maxwell         | Ingrid Hafner, Peter Halliday                                           | Thriller             |                                                                           |
| Emergency                        | Francis Searle        | Glyn Houston, Zena Walker                                               | Drame                |                                                                           |
| Le Fantôme de l'Opéra            | Terence Fisher        | Herbert Lom, Heather Sears, Michael Gough                               | Horreur              |                                                                           |
| Le Fascinant Capitaine Clegg     | Peter Graham Scott    | Peter Cushing, Yvonne Romain                                            | Horreur              |                                                                           |
| Fate Takes a Hand                | Max Varnel            | Ronald Howard, Christina Gregg                                          | Drame                |                                                                           |
| Les Femmes du général            | John Guillermin       | Peter Sellers, Dany Robin                                               | Comédie              |                                                                           |
| The Fur Collar                   | Lawrence Huntington   | John Bentley, Martin Benson                                             | Thriller             |                                                                           |
| Gaolbreak                        | Francis Searle        | Peter Reynolds, Avice Landone                                           | Drame                |                                                                           |
| Go to Blazes                     | Michael Truman        | Dave King, Robert Morley, Dennis Price                                  | Comédie              |                                                                           |
| The Golden Rabbit                | David MacDonald       | Timothy Bateson, Willoughby Goddard                                     | Comédie              |                                                                           |
| Hair of the Dog                  | Terry Bishop          | Reginald Beckwith, Dorinda Stevens                                      | Comédie              |                                                                           |
| L'Homme qui aimait la guerre     | Philip Leacock        | Steve McQueen, Robert Wagner                                            | War                  |                                                                           |
| In the Doghouse                  | Darcy Conyers         | Leslie Phillips, Peggy Cummins                                          | Comédie              |                                                                           |
| L'Inspecteur                     | Philip Dunne          | Stephen Boyd, Dolores Hart                                              | Drame                |                                                                           |
| The Iron Maiden                  | Gerald Thomas         | Michael Craig, Anne Helm                                                | Comédie              |                                                                           |
| It's Trad, Dad!                  | Richard Lester        | Helen Shapiro, Craig Douglas                                            | Musical              |                                                                           |
| James Bond 007 contre Dr No      | Terence Young         | Sean Connery, Joseph Wiseman, Ursula Andress                            | Espionnage /Action   | The first James Bond film. Number 41 in the BFI Top 100 British films     |
| Jigsaw                           | Val Guest             | Jack Warner, Ronald Lewis                                               | Crime                |                                                                           |
| Lawrence d'Arabie                | David Lean            | Peter O'Toole, Omar Sharif                                              | Historical Biography | Number 3 in the BFI Top 100 British films. Winner of seven Academy Awards |
| Le Limier de Scotland Yard       | Robert Asher          | Norman Wisdom, Raymond Huntley                                          | Comédie              |                                                                           |
| Live Now - Pay Later             | Jay Lewis             | Ian Hendry, June Ritchie                                                | Thriller             |                                                                           |
| Locker 69                        | Norman Harrison       | Eddie Byrne, Paul Daneman, Edward Underdown                             | Crime                |                                                                           |
| Lolita                           | Stanley Kubrick       | James Mason, Shelley Winters, Sue Lyon                                  | Drame / Romance      |                                                                           |
| Ma douce tigresse                | Ken Annakin           | Leslie Phillips, Stanley Baxter, Julie Christie                         | Comédie              |                                                                           |
| The Main Attraction              | Daniel Petrie         | Pat Boone, Nancy Kwan, Mai Zetterling                                   | Drame                |                                                                           |
| La Merveilleuse Anglaise         | Ken Annakin           | Stanley Baxter, Julie Christie                                          | Comédie              |                                                                           |
| Masters of Venus                 | Ernest Morris         | Norman Wooland, Mandy Harper                                            | Sci-fi               | serial film                                                               |
| Mix Me a Person                  | Leslie Norman         | Anne Baxter, Donald Sinden, Adam Faith                                  | Crime/Drame          |                                                                           |
| Mot de passe : courage           | Andrew L. Stone       | Dirk Bogarde, Maria Perschy, Alfred Lynch                               | World War II         |                                                                           |
| Mrs. Gibbons' Boys               | Max Varnel            | Kathleen Harrison, Lionel Jeffries                                      | Comédie              |                                                                           |
| Les Mutinés du Téméraire         | Lewis Gilbert         | Alec Guinness, Dirk Bogarde                                             | Drame                |                                                                           |
| Night of the Eagle               | Sidney Hayers         | Peter Wyngarde, Janet Blair                                             | Horreur              |                                                                           |
| The Night of the Prowler         | Francis Searle        | Patrick Holt, Colette Wilde                                             | Thriller             |                                                                           |
| On n'y joue qu'à deux            | Sidney Gilliat        | Peter Sellers, Mai Zetterling                                           | Comédie              |                                                                           |
| Operation Snatch                 | Robert Day            | Terry-Thomas, George Sanders                                            | Comédie              |                                                                           |
| Our Man in the Caribbean         |                       | Carlos Thompson, Diana Rigg, Tracy Reed[réf. nécessaire], Shirley Eaton | Action               | Television episodes of Ce sentimental M. Varela pieced together           |
| Out of the Fog                   | Montgomery Tully      | David Sumner, Susan Travers                                             | Crime                |                                                                           |
| The Painted Smile                | Lance Comfort         | Liz Fraser, Kenneth Griffith                                            | Thriller             |                                                                           |
| A Pair of Briefs                 | Ralph Thomas          | Michael Craig, Mary Peach                                               | Comédie              |                                                                           |
| Play It Cool                     | Michael Winner        | Billy Fury, Dennis Price                                                | Musical              |                                                                           |
| The Playboy of the Western World | Brian Desmond Hurst   | Gary Raymond, Siobhán McKenna                                           | Comédie              |                                                                           |
| La Polka des poisons             | George Pollock        | Terry-Thomas, Eric Sykes                                                | Comédie              |                                                                           |
| Postman's Knock                  | Robert Lynn           | Spike Milligan, Barbara Shelley                                         | Comédie              |                                                                           |
| The Pot Carriers                 | Peter Graham Scott    | Ronald Fraser, Paul Massie                                              | Comédie              |                                                                           |
| Private Potter                   | Casper Wrede          | Tom Courtenay, Mogens Wieth                                             | Drame                |                                                                           |
| A Prize of Arms                  | Cliff Owen            | Stanley Baker, Tom Bell                                                 | Crime                |                                                                           |
| The Quare Fellow                 | Arthur Dreifuss       | Patrick McGoohan, Sylvia Syms                                           | Drame                |                                                                           |
| Reach for Glory                  | Philip Leacock        | Harry Andrews, Kay Walsh                                                | Drame                |                                                                           |
| La Révolte des Triffides         | Steve Sekely          | Howard Keel, Kieron Moore, Janette Scott                                | Sci-Fi               |                                                                           |
| Sept heures avant la frontière   | Anthony Asquith       | David Niven, Leslie Caron                                               | Drame                |                                                                           |
| Serena                           | Peter Maxwell         | Patrick Holt, Emrys Jones, Honor Blackman                               | Crime                |                                                                           |
| She Knows Y'Know                 | Montgomery Tully      | Hylda Baker, Cyril Smith                                                | Comédie              |                                                                           |
| She'll Have to Go                | Robert Asher          | Bob Monkhouse, Alfred Marks                                             | Comédie              |                                                                           |
| La Solitude du coureur de fond   | Tony Richardson       | Tom Courtenay, Michael Redgrave, Alec McCowen                           | Drame                | Number 61 in the BFI Top 100 British films                                |
| Solo for Sparrow                 | Gordon Flemyng        | Yvonne Buckingham, Michael Caine                                        | Crime                |                                                                           |
| Some People                      | Clive Donner          | Kenneth More, Ray Brooks                                                | Drame                |                                                                           |
| The Spanish Sword                | Ernest Morris         | Ronald Howard, June Thorburn                                            | Aventure             |                                                                           |
| Stork Talk                       | Michael Forlong       | Tony Britton, Anne Heywood                                              | Comédie              |                                                                           |
| Stranglehold                     | Lawrence Huntington   | Macdonald Carey, Barbara Shelley                                        | Action               |                                                                           |
| Tarnished Heroes                 | Ernest Morris         | Dermot Walsh, Anton Rodgers                                             | War                  |                                                                           |
| Tarzan aux Indes                 | John Guillermin       | Jock Mahoney, Leo Gordon                                                | Aventure             | Co-production with Switzerland and US                                     |
| Three Spare Wives                | Ernest Morris         | Susan Stephen, John Hewer                                               | Comédie              |                                                                           |
| Tout au long de la nuit          | Basil Dearden         | Richard Attenborough                                                    | Drame/Music          | Updated retelling of Othello                                              |
| Twice Round the Daffodils        | Gerald Thomas         | Juliet Mills, Donald Sinden                                             | Comédie/Drame        |                                                                           |
| Two and Two Make Six             | Freddie Francis       | George Chakiris, Janette Scott                                          | Comédie              |                                                                           |
| Two Letter Alibi                 | Robert Lynn           | Peter Williams, Petra Davies                                            | Crime                |                                                                           |
| Un amour pas comme les autres    | John Schlesinger      | Alan Bates, June Ritchie, Thora Hird                                    | Drame                | Ours d'or winner at Berlin                                                |
| Le Verdict                       | Peter Glenville       | Laurence Olivier, Simone Signoret                                       | Drame                |                                                                           |
| The Very Edge                    | Cyril Frankel         | Anne Heywood, Richard Todd                                              | Drame                |                                                                           |
| Village of Daughters             | George Pollock        | Eric Sykes, John Le Mesurier                                            | Comédie              |                                                                           |
| We Joined the Navy               | Wendy Toye            | Kenneth More, Lloyd Nolan                                               | Comédie              |                                                                           |
| What Every Woman Wants           | Ernest Morris         | James Fox, Hy Hazell                                                    | Comédie              |                                                                           |
| The Wild and the Willing         | Ralph Thomas          | Virginia Maskell, Ian McShane                                           | Drame                |                                                                           |

## 1963
| Titre                          | Réalisation                 | Distribution                                                 | Genre              | Notes                                                                                              |
| ------------------------------ | --------------------------- | ------------------------------------------------------------ | ------------------ | -------------------------------------------------------------------------------------------------- |
| 80,000 Suspects                | Val Guest                   | Claire Bloom, Richard Johnson                                | Drame              | |
| À neuf heures de Rama          | Mark Robson                 | Horst Buchholz, José Ferrer                                  | Historical Drame   | |
| Au bord du gouffre             | Basil Dearden               | Dirk Bogarde, Mary Ure                                       | Drame              | |
| Le Baiser du vampire           | Don Sharp                   | Clifford Evans (en), Edward de Souza                         | Horreur            | |
| The Bay of St. Michel          | John Ainsworth              | Keenan Wynn, Mai Zetterling                                  | Aventure           | |
| Billy le menteur               | John Schlesinger            | Tom Courtenay, Julie Christie, Wilfred Pickles               | Drame              | Number 76 in the BFI Top 100 British films                                                         |
| Bitter Harvest                 | Peter Graham Scott          | Janet Munro, John Stride                                     | Drame              | |
| Blind Corner                   | Lance Comfort               | William Sylvester, Barbara Shelley                           | Thriller           | |
| Bons baisers de Russie         | Terence Young               | Sean Connery, Lotte Lenya, Robert Shaw                       | Espionnage /Action | |
| The Break                      | Lance Comfort               | Tony Britton, William Lucas                                  | Crime              | |
| Calculated Risk                | Norman Harrison             | William Lucas, John Rutland                                  | Crime              | |
| Call Me Bwana                  | Gordon Douglas              | Bob Hope, Anita Ekberg                                       | Comédie            | |
| Carry On Cabby                 | Gerald Thomas               | Sid James, Kenneth Williams                                  | Comédie            | |
| Carry On Jack                  | Gerald Thomas               | Kenneth Williams, Bernard Cribbins                           | Comédie            | |
| Children of the Damned         | Anton M. Leader             | Ian Hendry, Alan Badel                                       | Horreur            | |
| Clash by Night                 | Montgomery Tully            | Terence Longdon, Jennifer Jayne                              | Crime              | |
| Cléopâtre                      | Joseph L. Mankiewicz        | Elizabeth Taylor, Richard Burton, Rex Harrison               | Drame              | Co-production with the United States                                                               |
| Come Fly with Me               | Henry Levin                 | Dolores Hart, Hugh O'Brian                                   | Comédie            | |
| Le Concierge                   | Clive Donner                | Alan Bates, Donald Pleasence, Robert Shaw                    | Drame              | Ours d'argent à Berlin                                                                             |
| The Cracksman                  | Peter Graham Scott          | Charlie Drake, Nyree Dawn Porter                             | Comédie            | |
| Les Damnés                     | Joseph Losey                | Macdonald Carey, Oliver Reed, Alexander Knox                 | Sci Fi             | |
| Death Drums Along the River    | Lawrence Huntington         | Richard Todd, Marianne Koch                                  | Aventure           | Version of Sanders of the River                                                                    |
| Le Deuxième Homme              | Carol Reed                  | Laurence Harvey, Lee Remick, Alan Bates                      | Drame              | |
| Doctor in Distress             | Ralph Thomas                | Dirk Bogarde, James Robertson Justice                        | Comédie            | |
| Echo of Diana                  | Ernest Morris               | Vincent Ball, Betty McDowall                                 | Drame              | |
| L'Étrange Mort de Miss Gray    | Michael Truman              | Ian Hendry, Ronald Fraser                                    | Detective          | |
| Father Came Too!               | Peter Graham Scott          | James Robertson Justice, Leslie Phillips                     | Comédie            | |
| Heavens Above!                 | John Boulting, Roy Boulting | Peter Sellers, Bernard Miles                                 | Comédie            | |
| The Hi-Jackers                 | Jim O'Connolly              | Anthony Booth, Jacqueline Ellis                              | Crime              | |
| The Horreur of It All          | Terence Fisher              | Pat Boone, Erica Rogers                                      | Comédie/Horreur    | |
| Hôtel international            | Anthony Asquith             | Richard Burton, Elizabeth Taylor, Louis Jourdan              | Drame              | |
| I Could Go On Singing          | Ronald Neame                | Judy Garland, Dirk Bogarde                                   | Musical            | |
| Impact                         | Peter Maxwell               | Conrad Phillips, George Pastell                              | Thriller           | |
| Incident at Midnight           | Norman Harrison             | Anton Diffring, William Sylvester                            | Crime              | Part of the Edgar Wallace series                                                                   |
| L'Indic                        | Ken Annakin                 | Nigel Patrick, Margaret Whiting                              | Crime              | |
| It's All Happening             | Don Sharp                   | Tommy Steele, Michael Medwin                                 | Musical            | |
| It's All Over Town             | Douglas Hickox              | Lance Percival, Frankie Vaughan                              | Musical            | |
| Jason et les Argonautes        | Don Chaffey                 | Todd Armstrong, Nancy Kovack                                 | Fantasy/Aventure   | |
| Ladies Who Do                  | C.M. Pennington-Richards    | Peggy Mount, Harry H. Corbett                                | Comédie            | |
| Lancelot chevalier de la reine | Cornel Wilde                | Cornel Wilde, Jean Wallace                                   | Aventure           | |
| Live It Up!                    | Lance Comfort               | David Hemmings, Jennifer Moss                                | Musical            | |
| La Maison du diable            | Robert Wise                 | Julie Harris, Claire Bloom                                   | Thriller           | |
| Man in the Middle              | Guy Hamilton                | Robert Mitchum, France Nuyen                                 | War                | |
| The Man Who Finally Died       | Quentin Lawrence            | Stanley Baker, Peter Cushing                                 | Thriller           | |
| Le Maniaque                    | Michael Carreras            | Kerwin Mathews, Nadia Gray                                   | Thriller           | |
| The Marked One                 | Francis Searle              | William Lucas, Zena Walker, Patrick Jordan                   | Crime              | |
| A Matter of Choice             | Vernon Sewell               | Anthony Steel, Jeanne Moody                                  | Drame              | |
| Meurtre au galop               | George Pollock              | Margaret Rutherford, Stringer Davis                          | Mystery            | |
| Mystery Submarine              | C.M. Pennington-Richards    | Edward Judd, James Robertson Justice                         | Action             | |
| Nurse on Wheels                | Gerald Thomas               | Juliet Mills, Ronald Lewis, Joan Sims                        | Comédie            | |
| Offbeat                        | Cliff Owen                  | William Sylvester, Mai Zetterling                            | Crime              | |
| The Old Dark House             | William Castle              | Tom Poston, Robert Morley                                    | Mystery            | |
| Paranoiac                      | Freddie Francis             | Janette Scott, Oliver Reed                                   | Thriller           | |
| A Place to Go                  | Basil Dearden               | Bernard Lee, Rita Tushingham                                 | Crime              | |
| Le Prix d'un homme             | Lindsay Anderson            | Richard Harris, Rachel Roberts, Alan Badel, William Hartnell | Drame              | Number 52 in the BFI Top 100 British films                                                         |
| The Punch and Judy Man         | Jeremy Summers              | Tony Hancock, Sylvia Syms, Ronald Fraser                     | Comédie            | |
| The Runaway                    | Tony Young                  | Greta Gynt, Alex Gallier                                     | Thriller           | |
| Sa Majesté des mouches         | Peter Brook                 | James Aubrey, Tom Chapin                                     | Drame              | |
| Sammy Going South              | Alexander Mackendrick       | Edward G. Robinson, Fergus McClelland, Constance Cummings    | Drame              | Entered into the 3rd Moscow International Film Festival                                            |
| The Scarlet Blade              | John Gilling                | Oliver Reed, Lionel Jeffries                                 | Aventure           | |
| The Servant                    | Joseph Losey                | Dirk Bogarde, Sarah Miles, Wendy Craig, James Fox            | Drame              | Number 22 in the BFI Top 100 British films                                                         |
| Shadow of Fear                 | Ernest Morris               | Paul Maxwell, Clare Owen                                     | Drame              | |
| The Sicilians                  | Ernest Morris               | Robert Hutton, Reginald Marsh (en)                           | Thriller           | |
| Le Siège des Saxons            | Nathan Juran                | Janette Scott, Ronald Lewis                                  | Aventure           | |
| Silent Playground              | Stanley Goulder             | Roland Curram, Desmond Llewelyn                              | Thriller           | |
| The Small World of Sammy Lee   | Ken Hughes                  | Anthony Newley, Julia Foster                                 | Drame              | |
| Solo pour une blonde           | Roy Rowland                 | Mickey Spillane, Shirley Eaton                               | Crime              | |
| La Souris sur la Lune          | Richard Lester              | Margaret Rutherford, Ron Moody, Bernard Cribbins             | Comédie            | |
| Sparrers Can't Sing            | Joan Littlewood             | James Booth, Barbara Windsor, Roy Kinnear                    | Comédie            | |
| Stolen Hours                   | Daniel Petrie               | Susan Hayward, Michael Craig, Edward Judd                    | Drame              | |
| A Stitch in Time               | Robert Asher                | Norman Wisdom, Edward Chapman                                | Comédie            | |
| Strictly for the Birds         | Vernon Sewell               | Tony Tanner, Joan Sims                                       | Comédie            | |
| Summer Holiday                 | Peter Yates                 | Cliff Richard, Lauri Peters                                  | Musical            | |
| The Switch                     | Peter Maxwell               | Anthony Steel, Zena Marshall                                 | Crime              | |
| Tamahine                       | Philip Leacock              | Nancy Kwan, John Fraser                                      | Comédie            | |
| Tarzan's Three Challenges      | Robert Day                  | Jock Mahoney, Woody Strode                                   | Aventure           | Co-production with the United States                                                               |
| That Kind of Girl              | Gerry O'Hara                | Margaret Rose Keil, David Weston, Linda Marlowe              | Drame              | |
| To Have and to Hold            | Herbert Wise                | Ray Barrett, Katharine Blake                                 | Crime              | |
| Tom Jones                      | Tony Richardson             | Albert Finney, Susannah York, Hugh Griffith, Edith Evans     | Comédie            | Number 51 in the BFI Top 100 British films. Winner of four Academy Award's including Best Picture. |
| Two Left Feet                  | Roy Ward Baker              | Michael Crawford, Nyree Dawn Porter                          | Comédie            | |
| Uncle Vanya                    | Stuart Burge                | Laurence Olivier, Joan Plowright, Michael Redgrave           | TragiComédie       | |
| The Very Edge                  | Cyril Frankel               | Anne Heywood, Richard Todd                                   | Drame              | |
| West 11                        | Michael Winner              | Alfred Lynch, Kathleen Breck                                 | Crime              | |
| What a Crazy World             | Michael Carreras            | Joe Brown, Susan Maughan                                     | Musical            | |
| The Wild Affair                | John Krish                  | Nancy Kwan, Gladys Morgan                                    | Comédie            | |
| The World Ten Times Over       | Wolf Rilla                  | Sylvia Syms, Edward Judd                                     | Drame              | |
| The Wrong Arm of the Law       | Cliff Owen                  | Peter Sellers, Lionel Jeffries                               | Comédie            | |
| The Yellow Teddy Bears         | Robert Hartford-Davis       | Jacqueline Ellis, Jill Adams                                 | Drame              | |

## 1964
| Titre                            | Réalisation                     | Distribution                                               | Genre                          | Notes                                                                           |
| -------------------------------- | ------------------------------- | ---------------------------------------------------------- | ------------------------------ | ------------------------------------------------------------------------------- |
| The 7th Dawn                     | Lewis Gilbert                   | William Holden, Susannah York                              | Aventure                       |                                                                                 |
| L'Ange pervers                   | Ken Hughes                      | Laurence Harvey, Kim Novak                                 | Drame                          | Third screen adaptation of the Somerset Maugham novel                           |
| The Bargee                       | Duncan Wood                     | Harry H. Corbett, Hugh Griffith, Eric Sykes, Ronnie Barker | Comédie                        |                                                                                 |
| The Beauty Jungle                | Val Guest                       | Ian Hendry, Janette Scott                                  | Comédie/Drame                  |                                                                                 |
| Becket                           | Peter Glenville                 | Richard Burton, Peter O'Toole, John Gielgud                | Drame                          |                                                                                 |
| The Black Torment                | Robert Hartford-Davis           | John Turner (en), Heather Sears                            | Horreur                        |                                                                                 |
| Carry on Cleo                    | Gerald Thomas                   | Sid James, Kenneth Williams                                | Comédie                        |                                                                                 |
| Carry On Spying                  | Gerald Thomas                   | Kenneth Williams, Barbara Windsor                          | Comédie                        |                                                                                 |
| Coast of Skeletons               | Robert Lynn                     | Richard Todd, Dale Robertson                               | Aventure                       |                                                                                 |
| The Comédie Man                  | Alvin Rakoff                    | Kenneth More, Cecil Parker, Dennis Price                   | Drame                          |                                                                                 |
| Crooks in Cloisters              | Jeremy Summers                  | Ronald Fraser, Barbara Windsor                             | Comédie                        |                                                                                 |
| Daylight Robbery                 | Michael Truman                  | Trudy Moors, Janet Hannington                              | Crime                          |                                                                                 |
| Delayed Flight                   | Michael Luckwell, Anthony Young | Helen Cherry, Hugh McDermott                               | Thriller                       |                                                                                 |
| Dernière Mission à Nicosie       | Ralph Thomas                    | Dirk Bogarde, George Chakiris, Susan Strasberg             | Thriller                       |                                                                                 |
| Devil Doll                       | Lindsay Shonteff                | Bryant Haliday, William Sylvester                          | Horreur                        |                                                                                 |
| Do You Know This Voice?          | Frank Nesbitt                   | Dan Duryea, Isa Miranda                                    | Crime                          |                                                                                 |
| Docteur Folamour                 | Stanley Kubrick                 | Peter Sellers, George C. Scott, Sterling Hayden            | Black Comédie                  |                                                                                 |
| Dr. Crippen                      | Robert Lynn                     | Donald Pleasence, Samantha Eggar                           | Drame                          |                                                                                 |
| Les Drakkars                     | Jack Cardiff                    | Richard Widmark, Sidney Poitier                            | Aventure                       |                                                                                 |
| The Earth Dies Screaming         | Terence Fisher                  | Willard Parker, Virginia Field, Dennis Price               | Sci-fi                         |                                                                                 |
| À l'est du Soudan                | Nathan Juran                    | Anthony Quayle, Sylvia Syms                                | Aventure                       |                                                                                 |
| L'Empreinte de Frankenstein      | Freddie Francis                 | Peter Cushing, Sandor Eles                                 | Horreur                        |                                                                                 |
| The Eyes of Annie Jones          | Reginald Le Borg                | Richard Conte, Francesca Annis                             | Mystery                        |                                                                                 |
| La Femme de paille               | Basil Dearden                   | Gina Lollobrigida, Sean Connery, Ralph Richardson          | Mystery                        |                                                                                 |
| La Fille aux yeux verts          | Desmond Davis                   | Peter Finch, Rita Tushingham                               | Drame                          |                                                                                 |
| Five Have a Mystery to Solve     | Ernest Morris                   | David Palmer, Darryl Read                                  | Famille                        |                                                                                 |
| La Force des ténèbres            | Karel Reisz                     | Albert Finney, Susan Hampshire                             | Thriller                       | Entered into the 14th Berlin International Film Festival                        |
| French Dressing                  | Ken Russell                     | James Booth, Marisa Mell                                   | Comédie                        |                                                                                 |
| Frozen Alive                     | Bernard Knowles                 | Mark Stevens, Marianne Koch                                | Sci-fi                         |                                                                                 |
| Goldfinger                       | Guy Hamilton                    | Sean Connery, Honor Blackman, Gert Fröbe                   | Espionnage /Action             | Number 70 in the BFI Top 100 British films                                      |
| The Gorgon                       | Terence Fisher                  | Peter Cushing, Christopher Lee                             | Horreur                        |                                                                                 |
| Les Canons de Batasi             | John Guillermin                 | Richard Attenborough, Jack Hawkins                         | Drame                          |                                                                                 |
| A Hard Day's Night               | Richard Lester                  | The Beatles                                                | Musical, Comédie               | Number 88 in the BFI Top 100 British films                                      |
| Hide and Seek                    | Cy Endfield                     | Ian Carmichael, Curd Jürgens                               | Action                         |                                                                                 |
| A Home of Your Own               | Jay Lewis                       | Ronnie Barker, George Benson                               | Comédie                        |                                                                                 |
| Hot Enough for June              | Ralph Thomas                    | Dirk Bogarde, Robert Morley                                | Comédie                        |                                                                                 |
| A Jolly Bad Fellow               | Don Chaffey                     | Leo McKern, Janet Munro                                    | Comédie                        |                                                                                 |
| Lady détective entre en scène    | George Pollock                  | Margaret Rutherford, Stringer Davis                        | Mystery                        |                                                                                 |
| The Leather Boys                 | Sidney J. Furie                 | Rita Tushingham, Dudley Sutton                             | Drame                          |                                                                                 |
| Life in Danger                   | Terry Bishop                    | Derren Nesbitt, Julie Hopkins                              | Crime                          |                                                                                 |
| Les Maléfices de la momie        | Michael Carreras                | Terence Morgan, Ronald Howard                              | Horreur                        |                                                                                 |
| Le Mangeur de citrouilles        | Jack Clayton                    | Anne Bancroft, Peter Finch, James Mason                    | Drame                          | Bancroft won the Oscar de la meilleure actrice at the Festival de Cannes 1964   |
| Le Masque de la mort rouge       | Roger Corman                    | Vincent Price, Hazel Court                                 | Horreur                        |                                                                                 |
| Master Spy                       | Montgomery Tully                | Stephen Murray, June Thorburn                              | Espionage                      |                                                                                 |
| Mission 633                      | Walter Grauman                  | Cliff Robertson, George Chakiris                           | Seconde guerre mondiale, Drame |                                                                                 |
| Mister Moses                     | Ronald Neame                    | Robert Mitchum, Carroll Baker                              | Comédie-Aventure               |                                                                                 |
| Mystère sur la falaise           | Ronald Neame                    | John Mills, Deborah Kerr, Hayley Mills                     | Drame                          |                                                                                 |
| Never Put It in Writing          | Andrew L. Stone                 | Pat Boone, Milo O'Shea, John Le Mesurier                   | Comédie                        |                                                                                 |
| Nightmare                        | Freddie Francis                 | Moira Redmond, Jennie Linden                               | Thriller                       |                                                                                 |
| Night Train to Paris             | Robert Douglas                  | Leslie Nielsen, Aliza Gur                                  | Thriller                       |                                                                                 |
| Nothing But the Best             | Clive Donner                    | Alan Bates, Denholm Elliott, Harry Andrews                 | Comédie                        |                                                                                 |
| One Way Pendulum                 | Peter Yates                     | Eric Sykes, George Cole                                    | Comédie                        |                                                                                 |
| Passage à tabac                  | George Pollock                  | Margaret Rutherford, Stringer Davis                        | Mystery                        |                                                                                 |
| Les Pirates du diable            | Don Sharp                       | Christopher Lee, Barry Warren                              | Aventure                       |                                                                                 |
| Pour l'exemple                   | Joseph Losey                    | Dirk Bogarde, Tom Courtenay                                | Drame                          |                                                                                 |
| Les Premiers Hommes dans la Lune | Nathan Juran                    | Lionel Jeffries, Edward Judd                               | Sci Fi/Fantasy                 |                                                                                 |
| Psyche 59                        | Alexander Singer                | Curd Jürgens, Patricia Neal                                | Drame                          |                                                                                 |
| Rattle of a Simple Man           | Muriel Box                      | Diane Cilento, Harry H. Corbett                            | Comédie                        |                                                                                 |
| Ring of Spies                    | Robert Tronson                  | Bernard Lee, William Sylvester                             | Espionnage                     |                                                                                 |
| La Rolls-Royce jaune             | Anthony Asquith                 | Rex Harrison, Jeanne Moreau, Alain Delon                   | Drame                          | Film with 3 episodes, set in London, Naples and Yugoslavia.                     |
| Saturday Night Out               | Robert Hartford-Davis           | Heather Sears, Bernard Lee                                 | Comédie/Drame                  |                                                                                 |
| The Scarlet Blade                | John Gilling                    | Jack Hedley, Oliver Reed, Lionel Jeffries                  | Action                         |                                                                                 |
| Séance on a Wet Afternoon        | Bryan Forbes                    | Kim Stanley, Richard Attenborough                          | Crime/Drame                    |                                                                                 |
| The Secret of Blood Island       | Quentin Lawrence                | Jack Hedley, Barbara Shelley                               | Guerre                         |                                                                                 |
| Smokescreen                      | Jim O'Connolly                  | Peter Vaughan, John Carson, Yvonne Romain                  | Crime/Drame                    |                                                                                 |
| The System                       | Michael Winner                  | Oliver Reed, Jane Merrow                                   | Drame                          |                                                                                 |
| The Third Secret                 | Charles Crichton                | Stephen Boyd, Jack Hawkins                                 | Drame                          |                                                                                 |
| This Is My Street                | Sidney Hayers                   | Ian Hendry, June Ritchie                                   | Drame                          |                                                                                 |
| The Three Lives of Thomasina     | Don Chaffey                     | Patrick McGoohan, Karen Dotrice                            | Famille                        | Co-production with the United States                                            |
| La Tombe de Ligeia               | Roger Corman                    | Vincent Price, Elizabeth Shepherd                          | Horreur                        |                                                                                 |
| Tomorrow at Ten                  | Lance Comfort                   | John Gregson, Robert Shaw, Alec Clunes                     | Thriller                       |                                                                                 |
| Traitor's Gate                   | Freddie Francis                 | Albert Lieven, Gary Raymond                                | Crime                          | Co-production with West Germany. Also known as Das Verrätertor                  |
| Troubled Waters                  | Stanley Goulder                 | Tab Hunter, Zena Walker                                    | Crime                          |                                                                                 |
| Victim Five                      | Robert Lynn                     | Lex Barker, Ronald Fraser                                  | Action                         |                                                                                 |
| We Shall See                     | Quentin Lawrence                | Maurice Kaufmann, Faith Brook                              | Drame                          |                                                                                 |
| Witchcraft                       | Don Sharp                       | Lon Chaney, Jr., Jack Hedley                               | Horreur                        |                                                                                 |
| Wonderful Life                   | Sidney J. Furie                 | Cliff Richard, Susan Hampshire                             | Musical                        |                                                                                 |
| Zorba le Grec                    | Michael Cacoyannis              | Anthony Quinn, Alan Bates                                  | Aventure                       | Co-production with U.S. and Greece                                              |
| Zoulou                           | Cy Endfield                     | Stanley Baker, Jack Hawkins, Michael Caine                 | Historical                     | Michael Caine's first starring role. Number 31 in the BFI Top 100 British films |

## 1965
| Titre                                                      | Réalisation           | Distribution                                                       | Genre                       | Notes                                                                                               |
| ---------------------------------------------------------- | --------------------- | ------------------------------------------------------------------ | --------------------------- | --------------------------------------------------------------------------------------------------- |
| ABC contre Hercule Poirot                                  | Frank Tashlin         | Tony Randall, Anita Ekberg, Robert Morley                          | Mystery                     | |
| Aux postes de combat                                       | James B. Harris       | Richard Widmark, Sidney Poitier                                    | Thriller                    | |
| L'aventure est au large                                    | Richard Thorpe        | Hayley Mills, John Mills, James MacArthur                          | Aventure                    | |
| Les Aventures amoureuses de Moll Flanders                  | Terence Young         | Kim Novak, Richard Johnson                                         | Comédie                     | |
| La Bataille de la Villa Fiorita                            | Delmer Daves          | Maureen O'Hara, Richard Todd                                       | Drame                       | |
| Be My Guest                                                | Lance Comfort         | David Hemmings, Avril Angers                                       | Musical                     | |
| The Big Job                                                | Gerald Thomas         | Sid James, Sylvia Syms, Dick Emery                                 | Comédie                     | |
| Bunny Lake a disparu                                       | Otto Preminger        | Laurence Olivier, Carol Lynley, Noël Coward                        | Mystery/Thriller            | |
| Carry On Cowboy                                            | Gerald Thomas         | Sid James, Kenneth Williams                                        | Comédie                     | |
| Catacombs                                                  | Gordon Hessler        | Gary Merrill, Georgina Cookson                                     | Horreur                     | |
| Ces merveilleux fous volants dans leurs drôles de machines | Ken Annakin           | Stuart Whitman, Sarah Miles, James Fox                             | Comédie                     | |
| La Cité sous la mer                                        | Jacques Tourneur      | Vincent Price, David Tomlinson, Tab Hunter                         | Sci-fi / Aventure           | |
| La Colline des hommes perdus                               | Sidney Lumet          | Sean Connery, Harry Andrews                                        | World War II/Drame          | |
| Confession à un cadavre                                    | Seth Holt             | Bette Davis, Wendy Craig                                           | Drame                       | |
| The Crooked Road                                           | Don Chaffey           | Robert Ryan, Stewart Granger                                       | Thriller                    | |
| Cup Fever                                                  | David Bracknell       | Bernard Cribbins, David Lodge                                      | Sports/Famille              | |
| Curse of Simba                                             | Lindsay Shonteff      | Bryant Halliday, Dennis Price                                      | Horreur                     | |
| Cyclone à la Jamaïque                                      | Alexander Mackendrick | Anthony Quinn, James Coburn                                        | Aventure                    | |
| Darling                                                    | John Schlesinger      | Julie Christie, Laurence Harvey, Dirk Bogarde                      | Drame                       | Number 83 in the BFI Top 100 British films. Winner of three Oscars du cinéma and an award at Moscow |
| La Déesse de feu                                           | Robert Day            | Ursula Andress, Peter Cushing, John Richardson                     | Aventure                    | Based on the novel by H. Rider Haggard                                                              |
| Devils of Darkness                                         | Lance Comfort         | William Sylvester, Carole Gray                                     | Horreur                     | |
| Les Dix Petits Indiens                                     | George Pollock        | Shirley Eaton, Stanley Holloway, Wilfrid Hyde-White                | Mystery                     | |
| Le Docteur Jivago                                          | David Lean            | Omar Sharif, Julie Christie, Rod Steiger                           | Drame                       | Number 27 in the BFI Top 100 British films. Winner of five Oscars du cinéma                         |
| Dr. Terror's House of Horreurs                             | Freddie Francis       | Christopher Lee, Max Adrian                                        | Horreur                     | |
| Dr. Who and the Daleks                                     | Gordon Flemyng        | Peter Cushing, Roy Castle, Jenny Linden                            | Science-fiction             | |
| The Early Bird                                             | Robert Asher          | Norman Wisdom, Edward Chapman, Bryan Pringle                       | Comédie                     | |
| L'Espion qui venait du froid                               | Martin Ritt           | Richard Burton, Claire Bloom, Oskar Werner                         | Espionnage, thriller        | |
| Every Day's a Holiday                                      | James Hill            | John Leyton, Michael Sarne                                         | Musical/Comédie             | |
| Fanatic                                                    | Silvio Narizzano      | Tallulah Bankhead, Stefanie Powers                                 | Horreur                     | |
| Ferry Cross the Mersey                                     | Jeremy Summers        | Gerry Marsden, Cilla Black, Jimmy Savile                           | Musical                     | |
| Four in the Morning                                        | Anthony Simmons       | Ann Lynn (en), Brian Phelan, Judi Dench, Norman Rodway, Joe Melia, | Drame                       | BAFTA Film Award                                                                                    |
| Game for Three Losers                                      | Gerry O'Hara          | Michael Gough, Mark Eden                                           | Drame                       | |
| Genghis Khan                                               | Henry Levin           | Stephen Boyd, Omar Sharif                                          | Historical                  | Co-production                                                                                       |
| Gonks Go Beat                                              | Robert Hartford-Davis | Kenneth Connor, Frank Thornton, Lulu                               | Sci-fi/Musical              | |
| He Who Rides a Tiger                                       | Charles Crichton      | Tom Bell, Judi Dench, Paul Rogers                                  | Crime Drame                 | |
| Help!                                                      | Richard Lester        | The Beatles                                                        | Musical/Comédie             | |
| Les Héros de Télémark                                      | Anthony Mann          | Kirk Douglas, Richard Harris                                       | World War II                | |
| Hysteria                                                   | Freddie Francis       | Robert Webber, Jennifer Jayne                                      | Thriller                    | |
| The Intelligence Men                                       | Robert Asher          | Eric Morecambe, Ernie Wise                                         | Espionnage Comédie          | |
| Invasion                                                   | Alan Bridges          | Edward Judd, Valerie Gearon                                        | Sci-fi                      | |
| Ipcress, danger immédiat                                   | Sidney J. Furie       | Michael Caine, Nigel Green, Sue Lloyd                              | Espionnage /Thriller        | Number 59 in the BFI Top 100 British films                                                          |
| Le Jeune Cassidy                                           | Jack Cardiff          | Rod Taylor, Julie Christie, Maggie Smith, Michael Redgrave         | Drame                       | |
| Joey Boy                                                   | Frank Launder         | Harry H. Corbett, Stanley Baxter                                   | Comédie                     | |
| Le Knack... et comment l'avoir                             | Richard Lester        | Michael Crawford, Rita Tushingham                                  | Comédie                     | Won the Palme d'Or at the 1965 Cannes Film Festival                                                 |
| Lady L                                                     | Peter Ustinov         | Sophia Loren, Paul Newman, David Niven                             | Comédie                     | |
| Licensed to Kill                                           | Lindsay Shonteff      | Tom Adams, John Arnatt, Peter Bull                                 | Espionnage Comédie/Thriller | |
| Life at the Top                                            | Ted Kotcheff          | Laurence Harvey, Jean Simmons                                      | Drame                       | |
| Le Liquidateur                                             | Jack Cardiff          | Rod Taylor, Trevor Howard, Jill St. John, David Tomlinson          | Espionnage Comédie Thriller | |
| The Little Ones                                            | Jim O'Connolly        | Carl Gonzales, Kim Smith                                           | Famille                     | |
| Lord Jim                                                   | Richard Brooks        | Peter O'Toole, James Mason, Eli Wallach                            | Drame/Aventure              | |
| La Malédiction de la mouche                                | Don Sharp             | Brian Donlevy, George Baker                                        | Horreur                     | |
| Le Masque de Fu-Manchu                                     | Don Sharp             | Christopher Lee, Nigel Green                                       | Thriller                    | |
| Masquerade                                                 | Basil Dearden         | Cliff Robertson, Jack Hawkins                                      | Comédie/Thriller            | |
| The Murder Game                                            | Sidney Salkow         | Marla Landi, Ken Scott (en)                                        | Crime                       | |
| The Night Caller                                           | John Gilling          | John Saxon, Alfred Burke, Maurice Denham, Warren Mitchell          | Horreur                     | |
| L'Obsédé                                                   | William Wyler         | Terence Stamp, Samantha Eggar                                      | Drame                       | |
| Opération Crossbow                                         | Michael Anderson      | George Peppard, Sophia Loren, Trevor Howard                        | Espionnage /Thriller        | |
| Opération Tonnerre                                         | Terence Young         | Sean Connery, Claudine Auger, Adolfo Celi                          | Espionnage /Action          | |
| Othello                                                    | Stuart Burge          | Laurence Olivier, Maggie Smith, Frank Finlay                       | Literary Drame              | |
| The Party's Over                                           | Guy Hamilton          | Oliver Reed, Eddie Albert                                          | Drame                       | |
| Passeport pour l'oubli                                     | Val Guest             | David Niven, Françoise Dorléac                                     | Espionnage Thriller         | |
| The Pleasure Girls                                         | Gerry O'Hara          | Francesca Annis, Ian McShane, Klaus Kinski                         | Drame                       | |
| Promise Her Anything                                       | Arthur Hiller         | Warren Beatty, Leslie Caron                                        | Comédie                     | |
| Le Rebelle de Kandahar                                     | John Gilling          | Ronald Lewis, Oliver Reed                                          | Colonial Aventure           | |
| Repulsion                                                  | Roman Polanski        | Catherine Deneuve, Ian Hendry, John Fraser                         | Thriller                    | Won the Jury Prize at the 15th Berlin International Film Festival                                   |
| Return from the Ashes                                      | J. Lee Thompson       | Maximilian Schell, Samantha Eggar                                  | Thriller                    | |
| The Return of Mr. Moto                                     | Ernest Morris         | Henry Silva, Terence Longdon                                       | Thriller                    | |
| Rotten to the Core                                         | John Boulting         | Anton Rodgers, Charlotte Rampling, Eric Sykes                      | Comédie                     | |
| Les Sables du Kalahari                                     | Cy Endfield           | Stuart Whitman, Stanley Baker, Susannah York                       | Aventure                    | |
| San Ferry Ann                                              | Jeremy Summers        | Wilfrid Brambell, David Lodge                                      | Comédie                     | |
| Sauve qui peut                                             | John Boorman          | Dave Clark, Julian Holloway                                        | Drame/Comédie               | Boorman's first film as director                                                                    |
| Scruggs                                                    | David Hart            | Susannah York, Ben Carruthers                                      | Drame                       | |
| Le Secret de la liste rouge (Mozambique)                   | Ralph Lynn            | Hildegard Knef, Paul Hubschmid                                     | Drame                       | |
| The Secret of My Success                                   | Andrew L. Stone       | James Booth, Shirley Jones                                         | Comédie                     | |
| Shakespeare Wallah                                         | James Ivory           | Felicity Kendal, Shashi Kapoor, Madhur Jaffrey                     | Drame                       | |
| Sherlock Holmes contre Jack l'Éventreur                    | James Hill            | John Neville, Donald Houston, John Fraser                          | Mystery                     | |
| The Skull                                                  | Freddie Francis       | Peter Cushing, Patrick Wymark                                      | Horreur                     | |
| Spaceflight IC-1                                           | Bernard Knowles       | Bill Williams, Kathleen Breck                                      | Sci-fi                      | |
| Three Hats for Lisa                                        | Sidney Hayers         | Joe Brown, Sophie Hardy, Una Stubbs                                | Comédie                     | |
| The Uncle                                                  | Desmond Davis         | Rupert Davies, Brenda Bruce                                        | Drame                       | |
| Up from the Beach                                          | Robert Parrish        | Cliff Robertson, Red Buttons                                       | War                         | Co-production with US                                                                               |
| Up Jumped a Swagman                                        | Christopher Miles     | Frank Ifield, Annette Andre, Suzy Kendall                          | Comédie/Musical             | |
| Walk a Tightrope                                           | Frank Nesbitt         | Dan Duryea, Patricia Owens                                         | Crime                       | |
| The War Game                                               | Peter Watkins         | Michael Aspel                                                      | Docu-Drame                  | Made for TV though released in cinemas                                                              |
| Wholly Communion                                           | Peter Whitehead       | Allen Ginsberg, Adrian Mitchell                                    | Documentary short           | |
| You Must Be Joking!                                        | Michael Winner        | Lionel Jeffries, Terry-Thomas                                      | Comédie                     | |

## 1966
| Titre                                         | Réalisation                    | Distribution                                                      | Genre                               | Notes |
| --------------------------------------------- | ------------------------------ | ----------------------------------------------------------------- | ----------------------------------- | --- |
| Alfie le dragueur                             | Lewis Gilbert                  | Michael Caine, Shelley Winters, Millicent Martin, Vivien Merchant | Comédie                             | Number 33 in the Top 100 du British Film Institute and won the Jury Special Prize at the Festival de Cannes 1966 |
| Alice in Wonderland                           | Jonathan Miller                | Peter Sellers                                                     | Fantasy                             | |
| Blow-Up                                       | Michelangelo Antonioni         | David Hemmings, Vanessa Redgrave, Sarah Miles                     | Mystery                             | Number 60 in the Top 100 du British Film Institute. Palme d'or winner                                            |
| Carry On Screaming!                           | Gerald Thomas                  | Jim Dale, Harry H. Corbett                                        | Comédie                             | |
| Le Crépuscule des aigles                      | John Guillermin                | George Peppard, Ursula Andress                                    | World War I Drame                   | |
| Cul-de-sac                                    | Roman Polanski                 | Donald Pleasence, Françoise Dorléac, Lionel Stander               | Thriller                            | Won the Ours d'or at Berlin                                                                                      |
| Daleks – Invasion Earth: 2150 A.D.            | Gordon Flemyng                 | Peter Cushing, Bernard Cribbins                                   | Sci-Fi                              | |
| Dateline Diamonds                             | Jeremy Summers                 | Small Faces, The Chantelles, Kiki Dee                             | Music                               | |
| The Deadly Bees                               | Freddie Francis                | Suzanna Leigh, Guy Doleman, Frank Finlay                          | Horreur                             | |
| Death Is a Woman                              | Frederic Goode                 | Trisha Noble, Mark Burns, Shaun Curry                             | Mystery                             | |
| Discotheque Holiday                           | Douglas Hickox, Vincent Scarza | Jon Anderson, Tony Anderson                                       | Musical                             | |
| Doctor in Clover                              | Ralph Thomas                   | Leslie Phillips, Joan Sims                                        | Comédie                             | |
| Dracula: Prince of Darkness                   | Terence Fisher                 | Christopher Lee, Barbara Shelley                                  | Horreur                             | |
| En Angleterre occupée                         | Kevin Brownlow, Andrew Mollo   | Pauline Murray, Sebastian Shaw                                    | Drame                               | |
| Fahrenheit 451                                | François Truffaut              | Julie Christie, Oskar Werner                                      | Futuristic Drame                    | Based on the Ray Bradbury novel                                                                                  |
| The Famille Way                               | Roy Boulting                   | Hayley Mills, Hywel Bennett                                       | Drame                               | |
| La Fantastique Histoire vraie d'Eddie Chapman | Terence Young                  | Christopher Plummer, Romy Schneider, Gert Fröbe                   | Espionnage /Thriller                | |
| Minibombe et Minijupes                        | Sidney Hayers                  | Cliff Richard, Bruce Welch                                        | Musical                             | |
| Le Forum en folie                             | Richard Lester                 | Zero Mostel, Michael Crawford, Buster Keaton                      | Comédie                             | |
| Le Gentleman de Londres                       | Jack Smight                    | Warren Beatty, Susannah York                                      | Crime Drame                         | |
| Georgy Girl                                   | Silvio Narizzano               | Lynn Redgrave, James Mason                                        | Drame                               | Entered into the 16th Berlin International Film Festival                                                         |
| La Grande Vadrouille                          | Gérard Oury                    | Bourvil, Louis de Funès Terry-Thomas                              | Comédie, Film de guerre, Road movie | Co-production franco-britannique                                                                                 |
| The Great St Trinian's Train Robbery          | Sidney Gilliat, Frank Launder  | Frankie Howerd, Reg Varney                                        | Comédie                             | |
| The Hand of Night                             | Frederic Goode                 | William Sylvester, Diane Clare                                    | Thriller                            | |
| I Was Happy Here                              | Desmond Davis                  | Sarah Miles, Cyril Cusack                                         | Drame                               | |
| L'Île de la terreur                           | Terence Fisher                 | Edward Judd, Peter Cushing                                        | Horreur                             | |
| It!                                           | Herbert J. Leder               | Roddy McDowall, Jill Haworth                                      | Science-fiction                     | |
| Judith                                        | Daniel Mann                    | Sophia Loren, Peter Finch                                         | Drame                               | Co-production with Israel and the United States                                                                  |
| Khartoum                                      | Basil Dearden                  | Laurence Olivier, Charlton Heston                                 | Historical Drame                    | |
| Mademoiselle                                  | Tony Richardson                | Jeanne Moreau, Ettore Manni, Keith Skinner                        | Romance/Drame                       | |
| Mes funérailles à Berlin                      | Guy Hamilton                   | Michael Caine, Guy Doleman, Oskar Homolka                         | Espionnage Thriller                 | Based on Len Deighton's novel                                                                                    |
| MI5 demande protection                        | Sidney Lumet                   | James Mason, Harry Andrews, Simone Signoret, Maximilian Schell    | Espionnage                          | Based on John le Carré's novel                                                                                   |
| Modesty Blaise                                | Joseph Losey                   | Monica Vitti, Terence Stamp, Dirk Bogarde                         | Espionnage                          | Entered into the Festival de Cannes 1966                                                                         |
| Morgan!                                       | Karel Reisz                    | David Warner, Vanessa Redgrave, Robert Stephens                   | Drame                               | |
| Le Mystère des treize                         | J. Lee Thompson                | Deborah Kerr, David Niven                                         | Horreur                             | |
| Naked Evil                                    | Stanley Goulder                | Basil Dignam, Anthony Ainley                                      | Horreur                             | |
| Opération Marrakech                           | Don Sharp                      | Tony Randall, Senta Berger                                        | Comédie                             | |
| Paradiso, hôtel du libre-échange              | Peter Glenville                | Alec Guinness, Gina Lollobrigida                                  | Comédie                             | |
| The Plague of the Zombies                     | John Gilling                   | André Morell, Diane Clare, Jacqueline Pearce                      | Horreur                             | |
| La Planque                                    | Cyril Frankel                  | Stewart Granger, Susan Hampshire                                  | Thriller                            | |
| Le Prince Donegal                             | Michael O'Herlihy              | Peter McEnery, Susan Hampshire                                    | Aventure                            | Co-production with the United States                                                                             |
| The Psychopath                                | Freddie Francis                | Patrick Wymark, Margaret Johnston                                 | Mystery                             | |
| Raspoutine, le moine fou                      | Don Sharp                      | Christopher Lee, Barbara Shelley                                  | Horreur                             | |
| Le renard s'évade à trois heures              | Vittorio De Sica               | Peter Sellers, Britt Ekland                                       | Comédie                             | Co-production with Italy                                                                                         |
| The Reptile                                   | John Gilling                   | Noel Willman, Jennifer Daniel                                     | Horreur                             | |
| Run with the Wind                             | Lindsay Shonteff               | Francesca Annis, Sean Caffrey                                     | Drame                               | |
| The Sandwich Man                              | Robert Hartford-Davis          | Michael Bentine, Dora Bryan, Harry H. Corbett                     | Comédie                             | |
| Le Secret du rapport Quiller                  | Michael Anderson               | George Segal, Senta Berger, Alec Guinness, Max von Sydow          | Espionnage Thriller                 | Based on Adam Hall's novel. Nominated for three BAFTAs                                                           |
| Sky West and Crooked                          | John Mills                     | Hayley Mills                                                      | Romantic Drame                      | |
| The Spy with a Cold Nose                      | Daniel Petrie                  | Laurence Harvey, Daliah Lavi                                      | Comédie                             | |
| That Riviera Touch                            | Cliff Owen                     | Eric Morecambe, Ernie Wise                                        | Comédie                             | |
| They're a Weird Mob                           | Michael Powell                 | Walter Chiari, Clare Dunne (en), Chips Rafferty                   | Aventure/Comédie                    | |
| Thunderbirds Are Go                           | David Lane                     | Peter Dyneley, Sylvia Anderson                                    | Sci-fi                              | |
| The Trap                                      | Sidney Hayers                  | Oliver Reed, Rita Tushingham                                      | Action                              | |
| Les Treize Fiancées de Fu Manchu              | Don Sharp                      | Christopher Lee, Douglas Wilmer                                   | Thriller                            | |
| Un homme pour l'éternité                      | Fred Zinnemann                 | Paul Scofield, Wendy Hiller, Leo McKern, Orson Welles             | Historical Drame                    | Winner of six Oscars du cinéma, entered into the 5th Moscow International Film Festival                          |
| Un million d'années avant J.C.                | Don Chaffey                    | Raquel Welch John Richardson                                      | Prehistoric Aventure                | |
| Un mort en pleine forme                       | Bryan Forbes                   | John Mills, Ralph Richardson, Michael Caine                       | Comédie                             | |
| The Uncle                                     | Desmond Davis                  | Rupert Davies, Brenda Bruce                                       | Drame                               | |
| Vivre libre                                   | James Hill                     | Virginia McKenna, Bill Travers                                    | Biopic                              | |
| Where the Bullets Fly                         | John Gilling                   | Tom Adams, Dawn Addams                                            | Espionage                           | |
| Who Killed the Cat?                           | Montgomery Tully               | Mary Merrall, Ellen Pollock                                       | Mystery                             | |
| The Witches                                   | Cyril Frankel                  | Joan Fontaine, Alec McCowen, Kay Walsh                            | Horreur                             | |

## 1967
| Titre                                   | Réalisation                                                        | Distribution                                                 | Genre               | Notes                                                         |
| --------------------------------------- | ------------------------------------------------------------------ | ------------------------------------------------------------ | ------------------- | ------------------------------------------------------------- |
| À cœur joie                             | Serge Bourguignon                                                  | Brigitte Bardot, Laurent Terzieff                            | Drame               | Co-production with France                                     |
| Accident                                | Joseph Losey                                                       | Dirk Bogarde, Stanley Baker, Jacqueline Sassard              | Drame               |                                                               |
| Africa Texas Style                      | Andrew Marton                                                      | John Mills, Hugh O'Brian                                     | Aventure            |                                                               |
| Attaque sur le mur de l'Atlantique      | Paul Wendkos                                                       | Lloyd Bridges, Andrew Keir                                   | War                 |                                                               |
| Le Bal des vampires                     | Roman Polanski                                                     | Jack MacGowran, Sharon Tate                                  | Comédie Horreur     | British-American co-production                                |
| Battle Beneath the Earth                | Montgomery Tully                                                   | Kerwin Mathews, Viviane Ventura                              | Sci Fi              |                                                               |
| Bedazzled                               | Stanley Donen                                                      | Peter Cook, Dudley Moore                                     | Comédie             |                                                               |
| Berserk!                                | Jim O'Connolly                                                     | Joan Crawford, Ty Hardin                                     | Horreur/Slasher     |                                                               |
| The Bobo                                | Robert Parrish                                                     | Peter Sellers, Britt Ekland                                  | Comédie             |                                                               |
| Carry On Doctor                         | Gerald Thomas                                                      | Kenneth Connor, Frankie Howerd                               | Comédie             |                                                               |
| Casino Royale                           | Ken Hughes, John Huston, Joseph McGrath, Robert Parrish, Val Guest | David Niven, Peter Sellers, Ursula Andress                   | Comédie             |                                                               |
| Chantage au meurtre                     | Sidney J. Furie                                                    | Frank Sinatra, Edward Fox                                    | Espionnage          |                                                               |
| Charlie Bubbles                         | Albert Finney                                                      | Albert Finney, Billie Whitelaw                               | Drame               |                                                               |
| Les Chuchoteurs                         | Bryan Forbes                                                       | Edith Evans, Eric Portman, Gerald Sim                        | Drame               | Evans won the Ours d'argent de la meilleure actrice at Berlin |
| Comment j'ai gagné la guerre            | Richard Lester                                                     | Michael Crawford, John Lennon                                | Dark Comédie        |                                                               |
| La Comtesse de Hong-Kong                | Charles Chaplin                                                    | Marlon Brando, Sophia Loren                                  | Drame               | Chaplin's last film as a director                             |
| Cuckoo Patrol                           | Duncan Wood                                                        | Freddie Garrity, Kenneth Connor                              | Comédie/Musical     |                                                               |
| Danger Route                            | Seth Holt                                                          | Richard Johnson, Carol Lynley                                | Thriller            |                                                               |
| The Day the Fish Came Out               | Michael Cacoyannis                                                 | Tom Courtenay, Sam Wanamaker, Candice Bergen                 | Comédie             |                                                               |
| Le Défi de Robin des Bois               | C.M. Pennington-Richards                                           | Barrie Ingham, Peter Blythe                                  | Aventure            |                                                               |
| Le Dernier Safari                       | Henry Hathaway                                                     | Kaz Garas, Stewart Granger                                   | Aventure            |                                                               |
| Doctor Faustus                          | Richard Burton, Nevill Coghill                                     | Elizabeth Taylor, Richard Burton                             | Drame               |                                                               |
| Don't Lose Your Head                    | Gerald Thomas                                                      | Sid James, Jim Dale                                          | Comédie             |                                                               |
| Follow That Camel                       | Gerald Thomas                                                      | Phil Silvers, Kenneth Williams                               | Comédie             |                                                               |
| Frankenstein Created Woman              | Terence Fisher                                                     | Peter Cushing, Susan Denberg                                 | Horreur             |                                                               |
| Le Grand Départ vers la Lune            | Don Sharp                                                          | Burl Ives, Terry-Thomas, Gert Fröbe                          | Sci Fi/Comédie      |                                                               |
| La Griffe                               | Franklin J. Schaffner                                              | Yul Brynner, Britt Ekland                                    | Thriller            |                                                               |
| Half a Sixpence                         | George Sidney                                                      | Tommy Steele                                                 | Musical             |                                                               |
| A Home of Your Own                      | Jay Lewis                                                          | Bridget Armstrong, Ronnie Barker                             | Comédie             | Short film                                                    |
| I'll Never Forget What's 'Isname        | Michael Winner                                                     | Oliver Reed, Carol White                                     | Drame               |                                                               |
| The Jokers                              | Michael Winner                                                     | Michael Crawford, Oliver Reed                                | Comédie             |                                                               |
| Jugement à Prague                       | John Ainsworth, Bernard Knowles                                    | Martine Carol, Anthony Steel                                 | Crime               |                                                               |
| Just like a Woman                       | Robert Fuest                                                       | Wendy Craig, Francis Matthews                                | Comédie             |                                                               |
| Loin de la foule déchaînée              | John Schlesinger                                                   | Julie Christie, Alan Bates, Terence Stamp, Peter Finch       | Literary Drame      | Number 79 in the Top 100 du British Film Institute            |
| The Magnificent Two                     | Cliff Owen                                                         | Eric Morecambe, Ernie Wise                                   | Comédie             |                                                               |
| The Man Outside                         | Samuel Gallu                                                       | Van Heflin, Heidelinde Weis                                  | Thriller            |                                                               |
| Marat/Sade                              | Peter Brook                                                        | Ian Richardson, Patrick Magee Glenda Jackson                 | Drame               | Film adaptation of the play                                   |
| Le Marin de Gibraltar                   | Tony Richardson                                                    | Jeanne Moreau, Ian Bannen                                    | Drame               |                                                               |
| Maroc 7                                 | Gerry O'Hara                                                       | Gene Barry, Elsa Martinelli                                  | Thriller            |                                                               |
| The Mini-Affair                         | Robert Anram                                                       | Georgie Fame, Rosemary Nicols                                | Romance/Comédie     |                                                               |
| Mister Ten Per Cent                     | Peter Graham Scott                                                 | Charlie Drake, Derek Nimmo, Wanda Ventham, John Le Mesurier  | Comédie             |                                                               |
| Les Monstres de l'espace                | Roy Ward Baker                                                     | James Donald, Andrew Keir                                    | Science-fiction     |                                                               |
| The Mummy's Shroud                      | John Gilling                                                       | André Morell, John Phillips                                  | Horreur             |                                                               |
| Night of the Big Heat                   | Terence Fisher                                                     | Christopher Lee, Patrick Allen, Peter Cushing                | Sci-fi/Horreur      |                                                               |
| La Nuit des généraux                    | Anatole Litvak                                                     | Peter O'Toole, Omar Sharif                                   | Thriller            | Co-production with France                                     |
| On ne vit que deux fois                 | Lewis Gilbert                                                      | Sean Connery, Donald Pleasence                               | Espionnage /Action  |                                                               |
| Our Mother's House                      | Jack Clayton                                                       | Dirk Bogarde, Pamela Franklin                                | Drame               |                                                               |
| The Penthouse                           | Peter Collinson                                                    | Suzy Kendall, Terence Morgan                                 | Drame               |                                                               |
| The Plank                               | Eric Sykes                                                         | Eric Sykes, Tommy Cooper                                     | Comédie             |                                                               |
| Plus féroces que les mâles              | Ralph Thomas                                                       | Richard Johnson, Elke Sommer                                 | Aventure            |                                                               |
| Poor Cow                                | Ken Loach                                                          | Terence Stamp, Carol White, John Bindon                      | Drame               |                                                               |
| Pretty Polly                            | Guy Green                                                          | Hayley Mills, Trevor Howard                                  | Romance/Comédie     |                                                               |
| Privilège                               | Peter Watkins                                                      | Paul Jones, Jean Shrimpton                                   | Comédie/Musical     |                                                               |
| Le Rayon de la mort (The Projected Man) | Ian Curteis, John Croydon                                          | Mary Peach, Bryant Halliday                                  | Science-fiction     |                                                               |
| La Reine des Vikings                    | Don Chaffey                                                        | Don Murray, Carita                                           | Historical          |                                                               |
| Ride of the Valkyrie                    | Peter Brook                                                        | Julia Foster, Zero Mostel, Frank Thornton                    | Comédie             | Short film                                                    |
| The Shuttered Room                      | David Greene                                                       | Oliver Reed, Gig Young                                       | Horreur             |                                                               |
| The Sky Bike                            | Charles Frend                                                      | Liam Redmond, William Lucas                                  | Famille             |                                                               |
| Smashing Time                           | Desmond Davis                                                      | Rita Tushingham, Lynn Redgrave                               | Comédie             |                                                               |
| Some May Live                           | Vernon Sewell                                                      | Peter Cushing, Joseph Cotten                                 | Thriller            |                                                               |
| The Sorcerers                           | Michael Reeves                                                     | Boris Karloff, Catherine Lacey                               | Horreur             |                                                               |
| Stranger in the House                   | Pierre Rouve                                                       | James Mason, Geraldine Chaplin                               | Crime               |                                                               |
| The Terrornauts                         | Montgomery Tully                                                   | Simon Oates, Zena Marshall, Charles Hawtrey                  | Sci-fi              |                                                               |
| They Came from Beyond Space             | Freddie Francis                                                    | Robert Hutton, Jennifer Jayne                                | Sci-fi              |                                                               |
| To Sir, with Love                       | James Clavell                                                      | Sidney Poitier, Judy Geeson, Lulu                            | Drame               |                                                               |
| Torture Garden                          | Freddie Francis                                                    | Burgess Meredith, Jack Palance                               | Horreur             |                                                               |
| Trois milliards d'un coup               | Peter Yates                                                        | Stanley Baker, Joanna Pettet                                 | Crime/Drame         |                                                               |
| Trois petits tours et puis s'en vont    | Clive Donner                                                       | Barry Evans, Judy Geeson                                     | Drame               |                                                               |
| Les Turbans rouges                      | Ken Annakin                                                        | Yul Brynner, Trevor Howard                                   | Action              |                                                               |
| Ulysses                                 | Joseph Strick                                                      | Milo O'Shea, Barbara Jefford                                 | Drame               | Co-production with the United States                          |
| Un cerveau d'un milliard de dollars     | Ken Russell                                                        | Michael Caine, Karl Malden, Françoise Dorléac, Oskar Homolka | Espionnage thriller | Based on Len Deighton's novel                                 |
| Une fille nommée Fathom                 | Leslie H. Martinson                                                | Raquel Welch, Anthony Franciosa                              | Comédie Thriller    |                                                               |
| The Vengeance of Fu Manchu              | Jeremy Summers                                                     | Christopher Lee, Douglas Wilmer, Tsai Chin                   | Action/Drame        |                                                               |
| Voyage à deux                           | Stanley Donen                                                      | Audrey Hepburn, Albert Finney, William Daniels, Eleanor Bron | Comédie             |                                                               |
| The Vulture                             | Lawrence Huntington                                                | Robert Hutton, Akim Tamiroff                                 | Sci-fi/Horreur      |                                                               |
| The White Bus                           | Lindsay Anderson                                                   | Arthur Lowe, Patricia Healey                                 | Drame               | Short film                                                    |
| The Winters' Tale                       | Frank Dunlop                                                       | Laurence Harvey, Jane Asher                                  | Comédie             |                                                               |

## 1968
| Titre                                    | Réalisation                  | Distribution                                                                | Genre                | Notes |
| ---------------------------------------- | ---------------------------- | --------------------------------------------------------------------------- | -------------------- | --- |
| 2001, l'Odyssée de l'espace              | Stanley Kubrick              | Keir Dullea, Gary Lockwood, William Sylvester                               | Science-fiction      | |
| All Neat in Black Stockings              | Christopher Morahan          | Victor Henry (en), Susan George                                             | Comédie              | |
| Amsterdam Affair                         | Gerry O'Hara                 | Wolfgang Kieling, William Marlowe, Catherine Schell                         | Crime                | |
| The Anniversary                          | Roy Ward Baker               | Bette Davis                                                                 | Drame                | |
| Assignment K                             | Val Guest                    | Stephen Boyd, Michael Redgrave                                              | Thriller             | |
| Attaque sur le mur de l'Atlantique       | Paul Wendkos                 | Lloyd Bridges, Andrew Keir                                                  | War                  | |
| Baby Love                                | Alastair Reid                | Ann Lynn (en), Keith Barron, Linda Hayden, Diana Dors                       | Drame                | |
| Berserk!                                 | Jim O'Connolly               | Joan Crawford, Diana Dors                                                   | Thriller             | |
| Les Bicyclettes de Belsize               | Douglas Hickox               | Judy Huxtable, Anthony May                                                  | Musical              | Short film |
| The Birthday Party                       | William Friedkin             | Robert Shaw, Patrick Magee                                                  | Drame                | |
| The Bliss of Mrs. Blossom                | Joseph McGrath               | Shirley MacLaine, Richard Attenborough                                      | Comédie              | |
| The Blood Beast Terror                   | Vernon Sewell                | Peter Cushing, Robert Flemyng                                               | Horreur              | |
| The Bofors Gun                           | Jack Gold                    | Nicol Williamson, Ian Holm                                                  | Drame                | |
| Boom!                                    | Joseph Losey                 | Elizabeth Taylor, Richard Burton                                            | Drame                | |
| Carry On... Up the Khyber                | Gerald Thomas                | Sid James, Kenneth Williams, Joan Sims                                      | Comédie              | Number 99 in the Top 100 du British Film Institute |
| La Charge de la brigade légère           | Tony Richardson              | Trevor Howard, Vanessa Redgrave                                             | War                  | |
| Le chat croque les diamants              | Bryan Forbes                 | Michael Caine, Eric Portman                                                 | Crime Thriller       | |
| Chauds, les millions                     | Eric Till                    | Peter Ustinov, Karl Malden, Maggie Smith, Bob Newhart                       | Comédie              | |
| Chitty Chitty Bang Bang                  | Ken Hughes                   | Dick Van Dyke, Sally Ann Howes                                              | Fantasy              | |
| The Committee                            | Peter Sykes                  | Arthur Brown, Paul Jones                                                    | Drame                | |
| Corruption                               | Robert Hartford-Davis        | Peter Cushing, Sue Lloyd                                                    | Horreur              | |
| Curse of the Crimson Altar               | Vernon Sewell                | Christopher Lee, Boris Karloff                                              | Horreur              | |
| La Déesse des sables                     | Cliff Owen                   | John Richardson, Olga Schoberová                                            | Fantasy              | |
| Le Dernier Train du Katanga              | Jack Cardiff                 | Rod Taylor, Yvette Mimieux                                                  | War                  | |
| The Devil Rides Out                      | Terence Fisher               | Christopher Lee, Charles Gray                                               | Horreur              | |
| Diamonds for Breakfast                   | Christopher Morahan          | Marcello Mastroianni, Rita Tushingham                                       | Comédie              | |
| Dracula Has Risen from the Grave         | Freddie Francis              | Christopher Lee, Rupert Davies                                              | Horreur              | |
| Du sable et des diamants                 | Don Chaffey                  | Richard Johnson, Honor Blackman                                             | Aventure             | |
| Duffy                                    | Robert Parrish               | James Coburn, James Mason, James Fox                                        | Comédie/Crime        | Co-production with the US |
| The Fiction Makers                       | Roy Ward Baker               | Roger Moore, Sylvia Syms                                                    | Aventure             | |
| The Fixer                                | John Frankenheimer           | Alan Bates, Dirk Bogarde                                                    | Drame                | |
| Le Grand Inquisiteur                     | Michael Reeves               | Vincent Price, Ian Ogilvy, Hilary Dwyer                                     | Horreur              | |
| La Grande Catherine                      | Gordon Flemyng               | Peter O'Toole, Jeanne Moreau                                                | Comédie              | |
| The Hand of Night                        | Frederic Goode               | William Sylvester, Diane Clare                                              | Horreur              | |
| Hostile Witness                          | Ray Milland                  | Ray Milland, Sylvia Syms                                                    | Drame                | |
| if....                                   | Lindsay Anderson             | Malcolm McDowell, David Wood                                                | Counterculture       | Number 12 in the Top 100 du British Film Institute |
| Inadmissible Evidence                    | Anthony Page                 | Nicol Williamson, Eleanor Fazan                                             | Drame                | |
| Inspector Clouseau                       | Bud Yorkin                   | Alan Arkin, Frank Finlay                                                    | Comédie              | |
| Interlude                                | Kevin Billington             | Oskar Werner, Barbara Ferris                                                | Drame                | |
| The Intrepid Mr. Twigg                   | Freddie Francis              | Roy Castle, Clovissa Newcombe                                               | Comédie              | Short film |
| Isadora                                  | Karel Reisz                  | Vanessa Redgrave, James Fox                                                 | Biopic               | Redgrave won Best Actress at the 1969 Cannes Film Festival                                                                                                 |
| Joanna                                   | Michael Sarne                | Geneviève Waïte, Christian Doermer                                          | Drame                | Was due to be entered into the 1968 Cannes Film Festival                                                                                                   |
| Journey into Darkness (en)               | James Hill, Peter Sasdy      | Robert Reed, Jennifer Hilary                                                | Horreur              | |
| Journey to Midnight                      | Roy Ward Baker, Alan Gibson  | Sebastian Cabot, Bernard Lee                                                | Mystery              | |
| Last of the Long-haired Boys             | Peter Everett                | Richard Todd, Gillian Raine                                                 | Drame                | |
| Le Lion en hiver                         | Anthony Harvey               | Peter O'Toole, Katharine Hepburn, Anthony Hopkins                           | Historical Drame     | winner of three Oscars du cinéma |
| Loving Feeling                           | Norman J. Warren             | Simon Brent, Georgina Ward                                                  | Drame                | |
| The Magus                                | Guy Green                    | Michael Caine, Anthony Quinn                                                | Mystery              | |
| Maldonne pour un espion                  | Anthony Mann                 | Laurence Harvey, Tom Courtenay                                              | Espionnage /Thriller | |
| Mayerling                                | Terence Young                | Omar Sharif, Catherine Deneuve                                              | Romance/Drame        | Based on the drame de Mayerling |
| La Motocyclette                          | Jack Cardiff                 | Marianne Faithfull, Alain Delon                                             | Drame                | |
| Mrs. Brown, You've Got a Lovely Daughter | Saul Swimmer                 | Stanley Holloway, Peter Noone                                               | Musical              | |
| Negatives                                | Peter Medak                  | Peter McEnery, Diane Cilento                                                | Drame                | |
| Nobody Runs Forever                      | Ralph Thomas                 | Rod Taylor, Christopher Plummer                                             | Thriller             | |
| Oedipus the King                         | Philip Saville               | Christopher Plummer, Lilli Palmer, Orson Welles, Richard Johnson            | Historical Drame     | |
| Oliver !                                 | Carol Reed                   | Mark Lester, Ron Moody, Shani Wallis, Oliver Reed, Harry Secombe, Jack Wild | Musical              | Number 77 in the Top 100 du British Film Institute. Winner of six Oscars du cinéma's including Best Picture, 2 Golden Globes and a Special Prize at Moscou |
| Otley                                    | Dick Clement                 | Tom Courtenay, Romy Schneider                                               | Comédie/Thriller     | |
| Petulia                                  | Richard Lester               | Julie Christie, George C. Scott, Richard Chamberlain                        | Drame                | |
| Performance                              | Donald Cammell, Nicolas Roeg | Mick Jagger, James Fox                                                      | Drame                | Not released until 1970 |
| Prudence and the Pill                    | Fielder Cook, Ronald Neame   | Deborah Kerr, David Niven                                                   | Comédie              | |
| Quand les aigles attaquent               | Brian G. Hutton              | Richard Burton, Clint Eastwood, Mary Ure                                    | World War II/Action  | |
| Roméo et Juliette                        | Franco Zeffirelli            | Leonard Whiting, Olivia Hussey                                              | Literary Drame       | Adaptation of Shakespeares play |
| Salt and Pepper                          | Richard Donner               | Sammy Davis, Jr., Peter Lawford                                             | Comédie              | |
| Le Sang de Fu Manchu                     | Jesús Franco                 | Christopher Lee, Richard Greene                                             | Crime                | |
| School for Sex                           | Pete Walker                  | Derek Aylward, Rose Alba                                                    | Comédie              | |
| The Sea Gull                             | Sidney Lumet                 | James Mason, Vanessa Redgrave                                               | Drame                | Co-production with the US |
| Sebastian                                | David Greene                 | Dirk Bogarde, Susannah York                                                 | Drame                | |
| Secret Ceremony                          | Joseph Losey                 | Elizabeth Taylor, Mia Farrow, Robert Mitchum                                | Drame                | |
| Shalako                                  | Edward Dmytryk               | Sean Connery, Brigitte Bardot                                               | Western              | |
| Le Songe d'une nuit d'été                | Peter Hall                   | Derek Godfrey, Ian Holm                                                     | Comédie              | |
| The Strange Affair                       | David Greene                 | Michael York, Jeremy Kemp, Susan George                                     | Crime                | |
| Subterfuge                               | Peter Graham Scott           | Gene Barry, Joan Collins, Richard Todd                                      | Thriller             | |
| Tell Me Lies                             | Peter Brook                  | Mark Jones (en), Pauline Munro                                              | Drame                | |
| The Touchables                           | Robert Freeman               | Judy Huxtable, Kathy Simmonds                                               | Comédie/Drame        | |
| Trio d'escrocs                           | Basil Dearden                | Richard Attenborough, David Hemmings, Alexandra Stewart                     | Comédie              | Based on Len Deighton's novel |
| Twisted Nerve                            | Roy Boulting                 | Hywel Bennett, Hayley Mills, Billie Whitelaw                                | Thriller             | |
| Un jour parmi tant d'autres              | Peter Collinson              | David Hemmings, Tony Beckley                                                | War                  | |
| Up the Junction                          | Peter Collinson              | Dennis Waterman, Maureen Lipman                                             | Drame                | |
| Wonderwall                               | Joe Massot                   | Jack MacGowran, Jane Birkin, Richard Wattis                                 | Drame                | |
| Work Is a Four-Letter Word               | Peter Hall                   | David Warner, Cilla Black                                                   | Comédie              | |
| Yellow Submarine                         | George Dunning               | The Beatles, Paul Angelis, John Clive                                       | Musical/Comédie      | |

## 1969
| Titre                                                                   | Réalisation           | Distribution                                           | Genre               | Notes |
| ----------------------------------------------------------------------- | --------------------- | ------------------------------------------------------ | ------------------- | --- |
| The Adding Machine                                                      | Jerome Epstein        | Milo O'Shea, Phyllis Diller                            | Drame               | |
| Ah Dieu ! que la guerre est jolie                                       | Richard Attenborough  | John Mills, Laurence Olivier, Maggie Smith             | World War I Musical | |
| Alerte Satellite 02                                                     | Roy Ward Baker        | James Olson, Catherine Schell                          | Sci Fi              | |
| Alfred le Grand, vainqueur des Vikings                                  | Clive Donner          | David Hemmings, Michael York                           | Historical          | |
| L'Ange et le Démon                                                      | Richard Donner        | Charles Bronson, Susan George                          | Comédie             | |
| Anne des mille jours                                                    | Charles Jarrott       | Richard Burton, Geneviève Bujold, Anthony Quayle       | Historical          | Oscars du cinéma winner |
| Assassinats en tous genres                                              | Basil Dearden         | Oliver Reed, Diana Rigg, Curd Jürgens                  | Black Comédie       | |
| Au service secret de Sa Majesté                                         | Peter R. Hunt         | George Lazenby, Diana Rigg, Telly Savalas              | Espionnage /Action  | |
| Avant que vienne l'hiver                                                | J. Lee Thompson       | David Niven, Topol                                     | Drame               | |
| La Bataille d'Angleterre                                                | Guy Hamilton          | Laurence Olivier, Trevor Howard, Robert Shaw           | World War II        | |
| Les Belles Années de miss Brodie                                        | Ronald Neame          | Maggie Smith, Robert Stephens, Pamela Franklin         | Drame               | |
| The Body Stealers (en)                                                  | Gerry Levy            | George Sanders, Maurice Evans                          | Sci-fi              | |
| Bronco Bullfrog                                                         | Barney Platts-Mills   | Del Walker, Anne Gooding                               | Drame               | |
| Can Heironymus Merkin Ever Forget Mercy Humppe and Find True Happiness? | Anthony Newley        | Anthony Newley, Connie Kreski                          | Comédie             | |
| Le Capitaine Nemo et la ville sous-marine                               | James Hill            | Robert Ryan, Chuck Connors                             | Fantasy             | Based on novel by Jules Verne |
| Carry On Again Doctor                                                   | Gerald Thomas         | Kenneth Williams, Sid James                            | Comédie             | |
| Carry On Camping                                                        | Gerald Thomas         | Sid James, Kenneth Williams                            | Comédie             | |
| Le Cercueil vivant                                                      | Gordon Hessler        | Vincent Price, Christopher Lee                         | Horreur             | |
| La Chambre obscure                                                      | Tony Richardson       | Nicol Williamson, Anna Karina                          | Drame               | |
| Le Club des libertins                                                   | Philip Saville        | David Hemmings, Joanna Pettet                          | Comédie             | |
| Crooks and Coronets                                                     | Jim O'Connolly        | Telly Savalas, Edith Evans                             | Comédie             | |
| Crossplot                                                               | Alvin Rakoff          | Roger Moore, Claudia Lange                             | Thriller            | |
| Dance of Death                                                          | David Giles           | Laurence Olivier, Geraldine McEwan                     | Drame               | |
| Danger, planète inconnue                                                | Robert Parrish        | Roy Thinnes, Ian Hendry                                | Sci fi              | |
| Davey des grands chemins                                                | John Huston           | John Hurt, Pamela Franklin                             | Comédie             | |
| David Copperfield                                                       | Delbert Mann          | Richard Attenborough, Laurence Olivier, Robin Phillips | Drame               | |
| Enfants de salauds                                                      | André de Toth         | Michael Caine, Nigel Green                             | World War II        | |
| L'Escalier                                                              | Stanley Donen         | Rex Harrison, Richard Burton                           | Drame               | Co-production with the United States |
| L'Étoile du sud                                                         | Sidney Hayers         | George Segal, Ursula Andress                           | Aventure            | |
| Le Gang de l'oiseau d'or                                                | Sam Wanamaker         | Yul Brynner, Charles Gray                              | Thriller            | |
| Gonflés à bloc                                                          | Ken Annakin           | Terry-Thomas, Tony Curtis                              | Comédie             | |
| Guns in the Heather                                                     | Robert Butler         | Glenn Corbett, Alfred Burke                            | Famille             | Co-production with US |
| Hamlet                                                                  | Tony Richardson       | Nicol Williamson, Anthony Hopkins                      | Literary Drame      | Adaptation of Shakespeare's play |
| Hannibal Brooks                                                         | Michael Winner        | Oliver Reed, Michael J. Pollard                        | World War II        | |
| The Haunted House of Horreur                                            | Michael Armstrong     | Frankie Avalon, Jill Haworth                           | Horreur             | |
| L'Homme le plus dangereux du monde                                      | J. Lee Thompson       | Gregory Peck, Anne Heywood                             | Thriller            | |
| I Start Counting                                                        | David Greene          | Jenny Agutter, Bryan Marshall                          | Thriller            | |
| In Search of Gregory                                                    | Peter Wood            | Julie Christie, Michael Sarrazin                       | Romance             | |
| Kes                                                                     | Ken Loach             | David Bradley, Lynne Perrie                            | Drame               | Number 7 in the Top 100 du British Film Institute                                                                                                  |
| The Last Shot You Hear                                                  | Gordon Hessler        | Hugh Marlowe, Zena Walker                              | Thriller            | |
| Léo le dernier                                                          | John Boorman          | Marcello Mastroianni, Billie Whitelaw                  | Drame               | |
| Lock Up Your Daughters!                                                 | Peter Coe             | Christopher Plummer, Susannah York                     | Comédie             | |
| Love                                                                    | Ken Russell           | Alan Bates, Oliver Reed, Glenda Jackson, Jennie Linden | Literary Drame      | Adapted from the book by D. H. Lawrence. Number 87 in the Top 100 du British Film Institute. Glenda Jackson won the Oscar de la meilleure actrice. |
| The Magic Christian                                                     | Joseph McGrath        | Ringo Starr, Peter Sellers                             | Comédie             | |
| Man of Violence                                                         | Pete Walker           | Michael Latimer, Luan Peters                           | Crime               | |
| Le Miroir aux espions                                                   | Frank Pierson         | Christopher Jones, Ralph Richardson                    | Espionnage          | |
| Mumsy, Nanny, Sonny and Girly                                           | Freddie Francis       | Ursula Howells, Pat Heywood, Howard Trevor             | Horreur/Comédie     | |
| A Nice Girl Like Me                                                     | Desmond Davis         | Barbara Ferris, Harry Andrews                          | Comédie             | |
| Opération V2                                                            | Boris Sagal           | David McCallum                                         | World War II        | |
| L'or se barre                                                           | Peter Collinson       | Michael Caine, Noël Coward, Benny Hill                 | Action/Comédie      | Number 36 in the Top 100 du British Film Institute                                                                                                 |
| The Promise                                                             | Michael Hayes (en)    | John Castle, Ian McKellen                              | Drame               | |
| A Promise of Bed                                                        | Derek Ford            | Victor Spinetti, Vanessa Howard                        | Comédie             | |
| Le Retour de Frankenstein                                               | Terence Fisher        | Peter Cushing, Freddie Jones                           | Horreur             | |
| Rhubarb                                                                 | Eric Sykes            | Eric Sykes, Harry Secombe                              | Comédie             | Short film |
| Ring of Bright Water                                                    | Jack Couffer          | Bill Travers, Virginia McKenna                         | Drame               | |
| The Royal Hunt of the Sun                                               | Irving Lerner         | Robert Shaw, Christopher Plummer                       | Aventure            | |
| Run Wild, Run Free                                                      | Richard C. Sarafian   | John Mills, Mark Lester                                | Famille             | |
| Sandy the Seal                                                          | Robert Lynn           | Heinz Drache, Marianne Koch                            | Famille             | |
| The Smashing Bird I Used to Know                                        | Robert Hartford-Davis | Maureen Lipman, Dennis Waterman, Patrick Mower         | Drame               | |
| Some Girls Do                                                           | Ralph Thomas          | Richard Johnson, Daliah Lavi                           | Espionnage          | |
| A Talent for Loving                                                     | Richard Quine         | Richard Widmark, Topol, Geneviève Page                 | Comédie/Western     | Co-production with the United States |
| Three Into Two Won't Go                                                 | Peter Hall            | Rod Steiger, Claire Bloom, Judy Geeson                 | Drame               | Entered into the Berlinale 1969 |
| Till Death Us Do Part                                                   | Norman Cohen          | Warren Mitchell Dandy Nichols                          | Comédie             | |
| A Touch of Love                                                         | Waris Hussein         | Sandy Dennis Ian McKellen                              | Drame               | Entered into the Berlinale 1969 |
| Two Gentlemen Sharing                                                   | Ted Kotcheff          | Robin Phillips, Judy Geeson                            | Drame               | |
| L'Ultime Garçonnière                                                    | Richard Lester        | Rita Tushingham, Dudley Moore                          | Comédie             | |
| Une messe pour Dracula                                                  | Peter Sasdy           | Christopher Lee, Geoffrey Keen, Gwen Watford           | Horreur             | |
| The Virgin Soldiers                                                     | John Dexter           | Hywel Bennett, Nigel Patrick, Lynn Redgrave            | Drame               | |
| Walk a Crooked Path                                                     | John Brason           | Tenniel Evans, Faith Brook                             | Crime               | |
| What's Good for the Goose                                               | Menahem Golan         | Norman Wisdom, Sally Geeson                            | Comédie             | |
| Where's Jack?                                                           | James Clavell         | Stanley Baker, Tommy Steele                            | Crime               | |
| Zeta One                                                                | Michael Cort          | James Robertson Justice, Charles Hawtrey               | Comédie/Sci-fi      | |